# Olympische Sommerspiele 2016/Leichtathletik – 5000 m (Frauen)

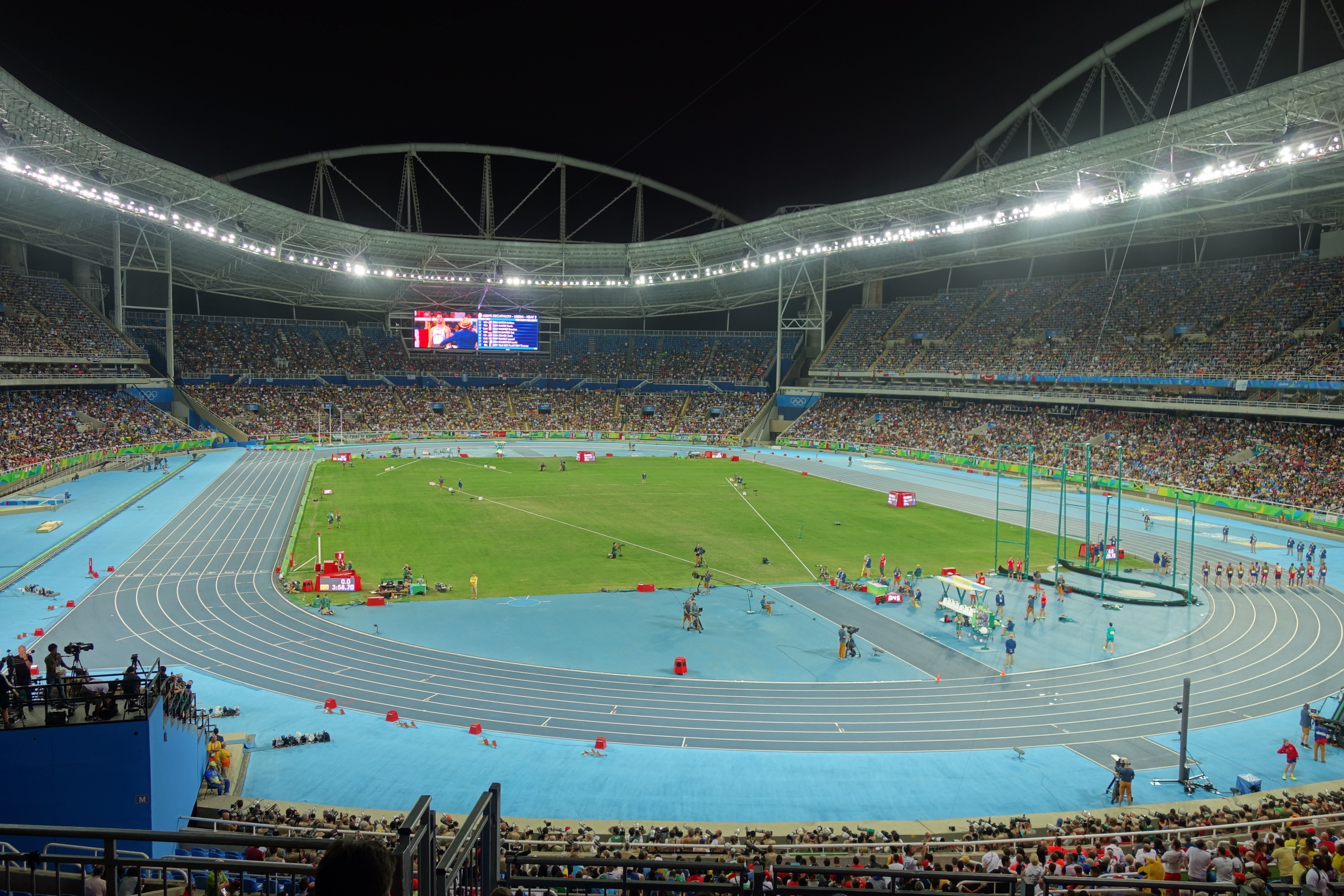
Innenraum des Estádio Olímpico João Havelange während der Spiele von Rio

Der 5000-Meter-Lauf der Frauen bei den Olympischen Spielen 2016 in Rio de Janeiro wurde am 16. und 19. August 2016 im Estádio Nilton Santos ausgetragen. 33 Athletinnen nahmen teil.
Olympiasiegerin wurde die Kenianerin Vivian Cheruiyot, die vor ihrer Landsfrau Hellen Obiri gewann. Bronze ging an die Äthiopierin Almaz Ayana.
Die Österreicherin Jennifer Wenth qualifizierte sich für das Finale und wurde dort Sechzehnte.

Athletinnen aus Deutschland, der Schweiz und Liechtenstein nahmen nicht teil.

## Aktuelle Titelträgerinnen
| Olympiasiegerin                         | Meseret Defar ( Äthiopien)                          | 15:04,25 min | London 2012    |
| Weltmeisterin                           | Almaz Ayana ( Äthiopien)                            | 14:26,83 min | Peking 2015    |
| Europameisterin                         | Yasemin Can ( Türkei)                               | 15:18,15 min | Amsterdam 2016 |
| Nord-/Zentralamerika-/Karibik-Meisterin | Kellyn Taylor ( USA)                                | 16:24,86 min | San José 2015  |
| Südamerika-Meisterin                    | María Pastuña ( Ecuador)                            | 15:49,33 min | Lima 2015      |
| Asienmeisterin                          | Alia Saeed Mohammed ( Vereinigte Arabische Emirate) | 15:25,15 min | Wuhan 2015     |
| Afrikameisterin                         | Sheila Chepkirui ( Kenia)                           | 15:05,45 min | Durban 2016    |
| Ozeanienmeisterin                       | Sharon Firisua ( Salomonen)                         | 18:35,51 min | Cairns 2015    |

## Rekorde

### Bestehende Rekorde
| Weltrekord         | Tirunesh Dibaba ( Äthiopien) | 14:11,15 min | Oslo, Norwegen               | 6. Juni 2008       |
| Olympischer Rekord | Gabriela Szabo ( Rumänien)   | 14:40,79 min | Finale OS Sydney, Australien | 25. September 2000 |

### Rekordverbesserungen
Es gab einen neuen olympischen und einen neuen Landesrekord:
- Olympischer Rekord: 14:26,17 min – Vivian Cheruiyot (Kenia), Finale am 19. August
- Landesrekord: 18:01,62 min – Sharon Firisua (Salomonen), erster Vorlauf am 16. August

Anmerkung:
Alle Zeitangaben sind auf die Ortszeit Rio (UTC-3) bezogen.

## Vorrunde
Die Vorrunde wurde in zwei Läufen durchgeführt. Für das Finale qualifizierten sich pro Lauf die ersten fünf Athletinnen (hellblau unterlegt). Weiterhin kamen die fünf Zeitschnellsten, die sogenannten Lucky Loser (hellgrün unterlegt), weiter.

### Lauf 1
16. August 2016, 9:30 Uhr
| Platz | Name                      | Nation                       | Zeit (min) | Anmerkung |
| ----- | ------------------------- | ---------------------------- | ---------- | --------- |
| 1     | Hellen Obiri              | Kenia                        | 15:19,48   |           |
| 2     | Yasemin Can               | Türkei                       | 15:19,50   |           |
| 3     | Mercy Cherono             | Kenia                        | 15:19,56   |           |
| 4     | Shelby Houlihan           | USA                          | 15:19,76   |           |
| 5     | Susan Kuijken             | Niederlande                  | 15:19,96   |           |
| 6     | Madeline Heiner-Hills     | Australien                   | 15:21,33   |           |
| 7     | Miyuki Uehara             | Japan                        | 15:23,41   |           |
| 8     | Ababel Yeshaneh           | Äthiopien                    | 15:24,38   |           |
| 9     | Juliet Chekwel            | Uganda                       | 15:29,07   |           |
| 10    | Laura Whittle             | Großbritannien               | 15:31,30   |           |
| 11    | Louise Carton             | Belgien                      | 15:34,39   |           |
| 12    | Kim Conley                | USA                          | 15:34,39   |           |
| 13    | Jessica O’Connell         | Kanada                       | 15:51,18   |           |
| 14    | Lucy Oliver               | Neuseeland                   | 15:53, 77  |           |
| 15    | Sharon Firisua            | Salomonen                    | 18:01,62   | NR        |
| 16    | Beatrice Kamuchanga Alice | Demokratische Republik Kongo | 19:29,47   |           |
| DNS   | Dalila Abdulkadir         | Bahrain                      |            |           |

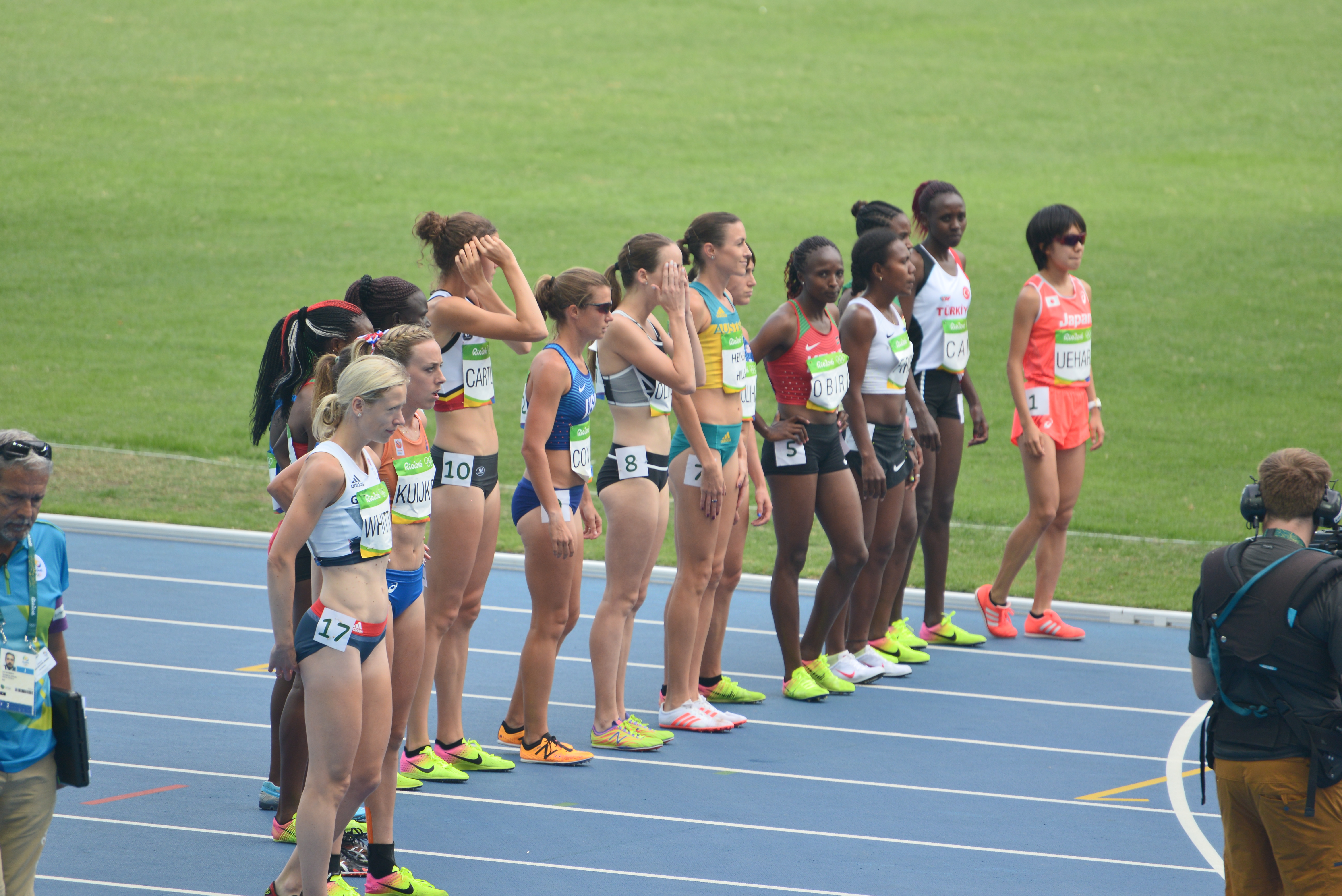
Kurz vor dem Start des ersten Vorlaufs

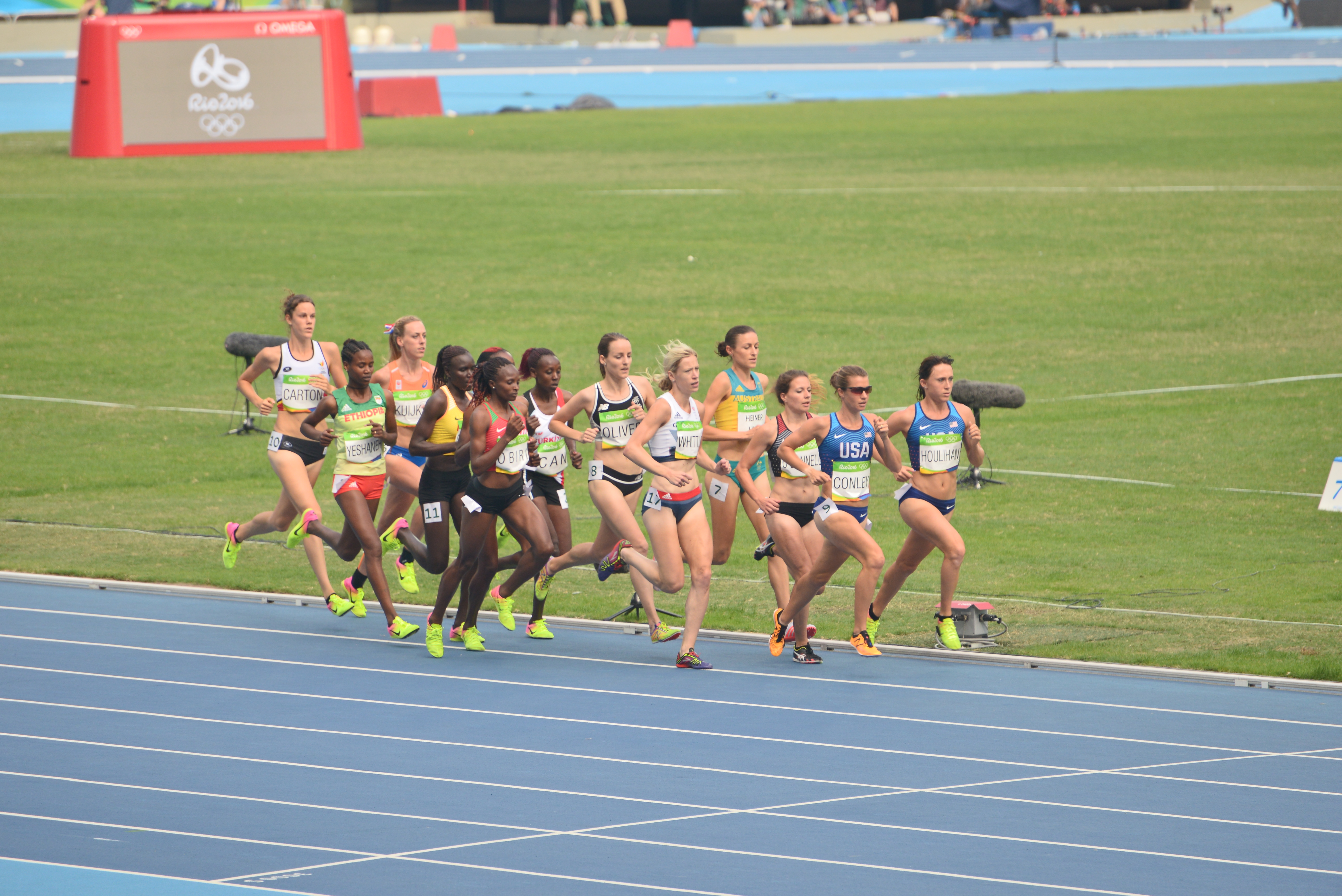
Szene aus dem Rennen:
vorne Shelby Houlihan und Kim Conley gefolgt von Jessica O'Connell, dahinter Madeline Heiner-Hills, Laura Whittle, Lucy Oliver, >asemine Can, Hellen Obiri, Juliet Chekwel, Susan Kuijken, Ababel Yeshaneh und Louise Carton

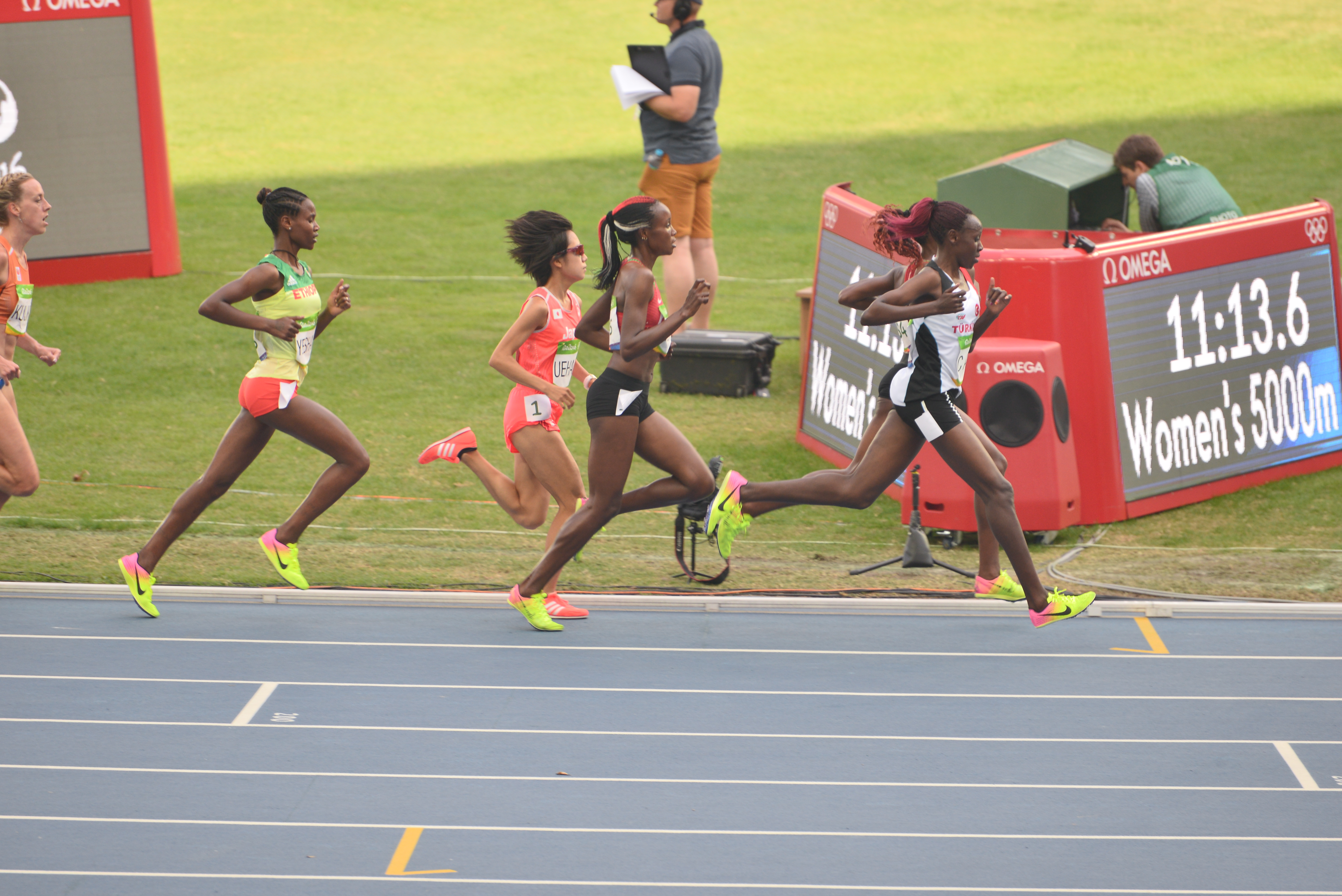
Nach ca. 3500 Metern: Yasemin Can und Hellen Obiri vor Mercy Cherono und Miyuki Uehara, dahinter Ababel Yeshaneh und Susan Kuijken

Im ersten Vorlauf ausgeschiedene Läuferinnen:

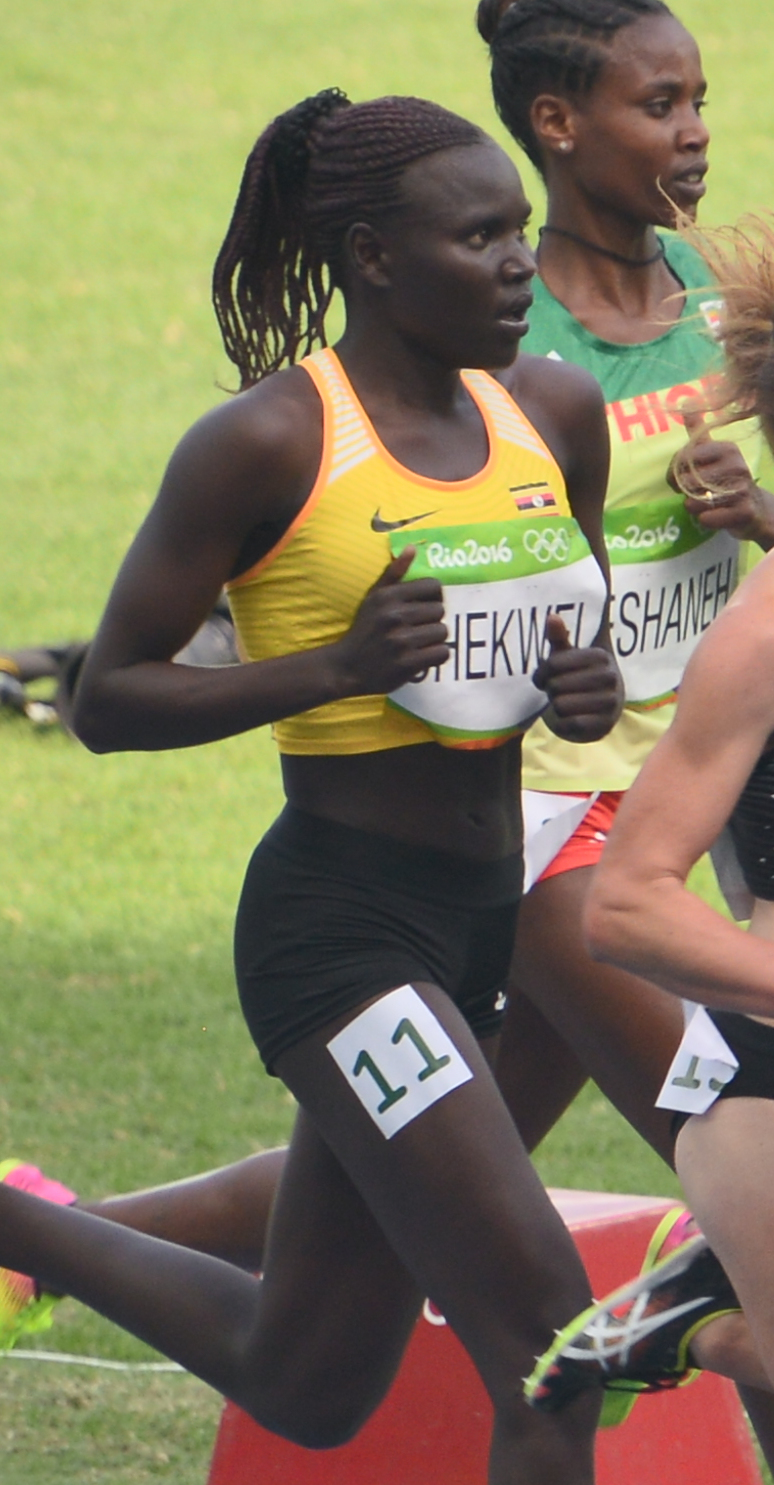
Juliet Chekwel (gelbes Trikot) – Rang neun
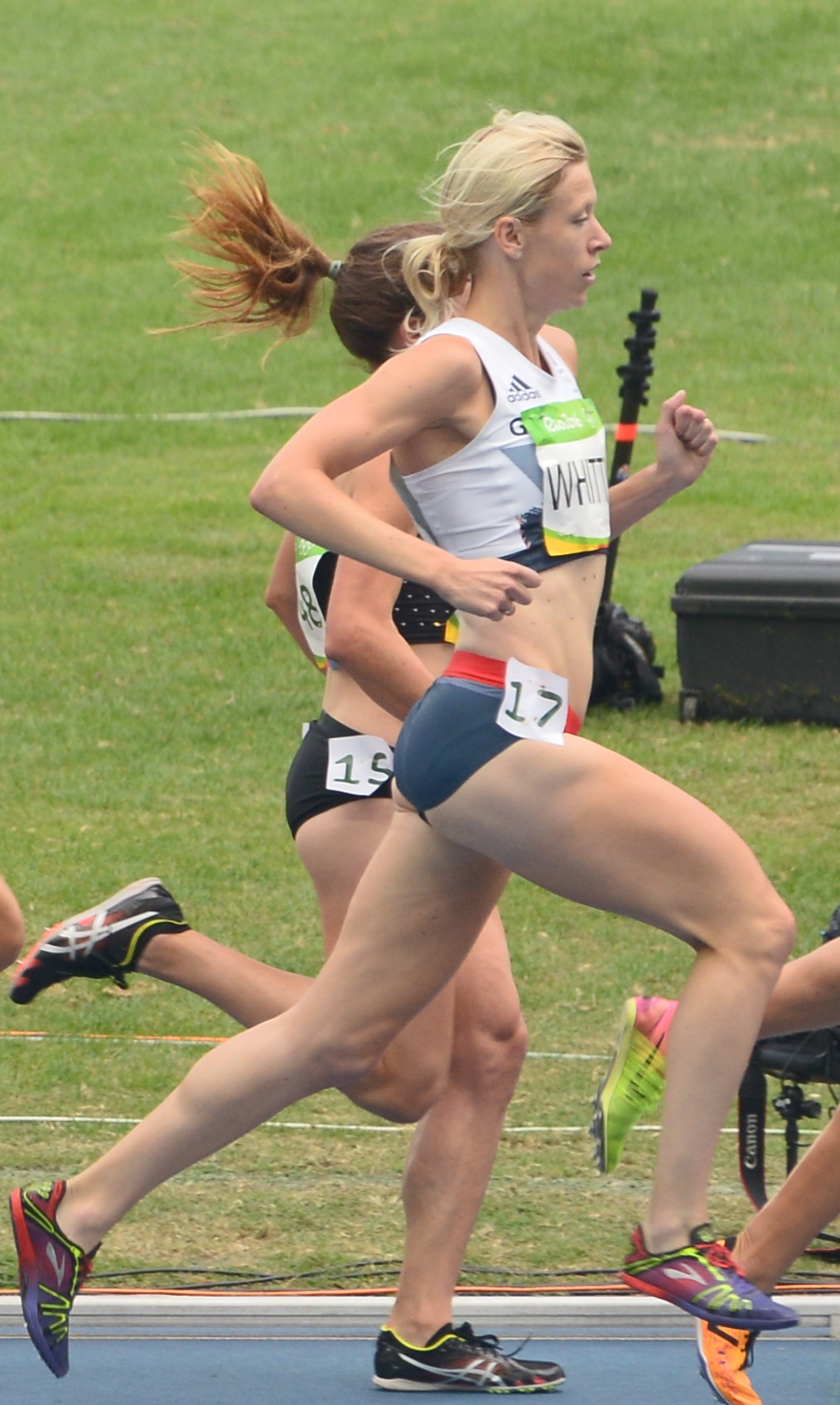
Laura Whittle – Rang zehn
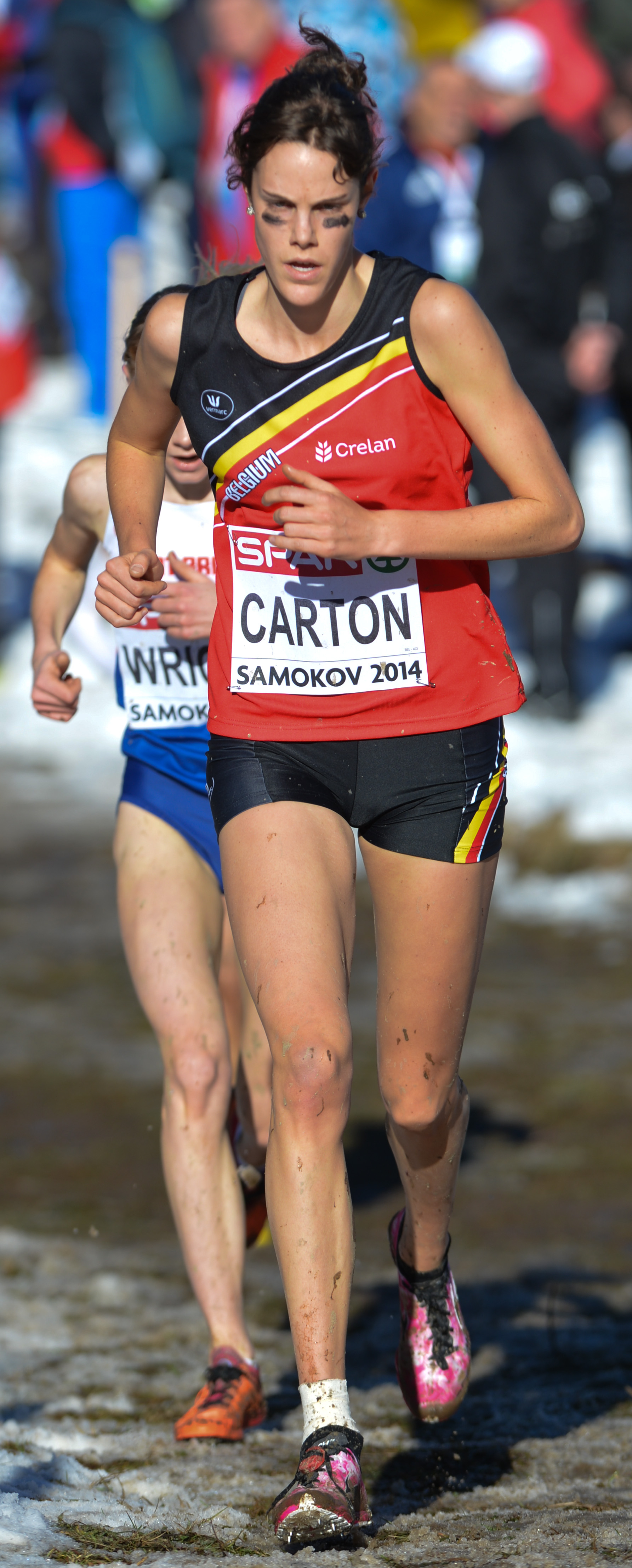
Louise Carton – Rang elf
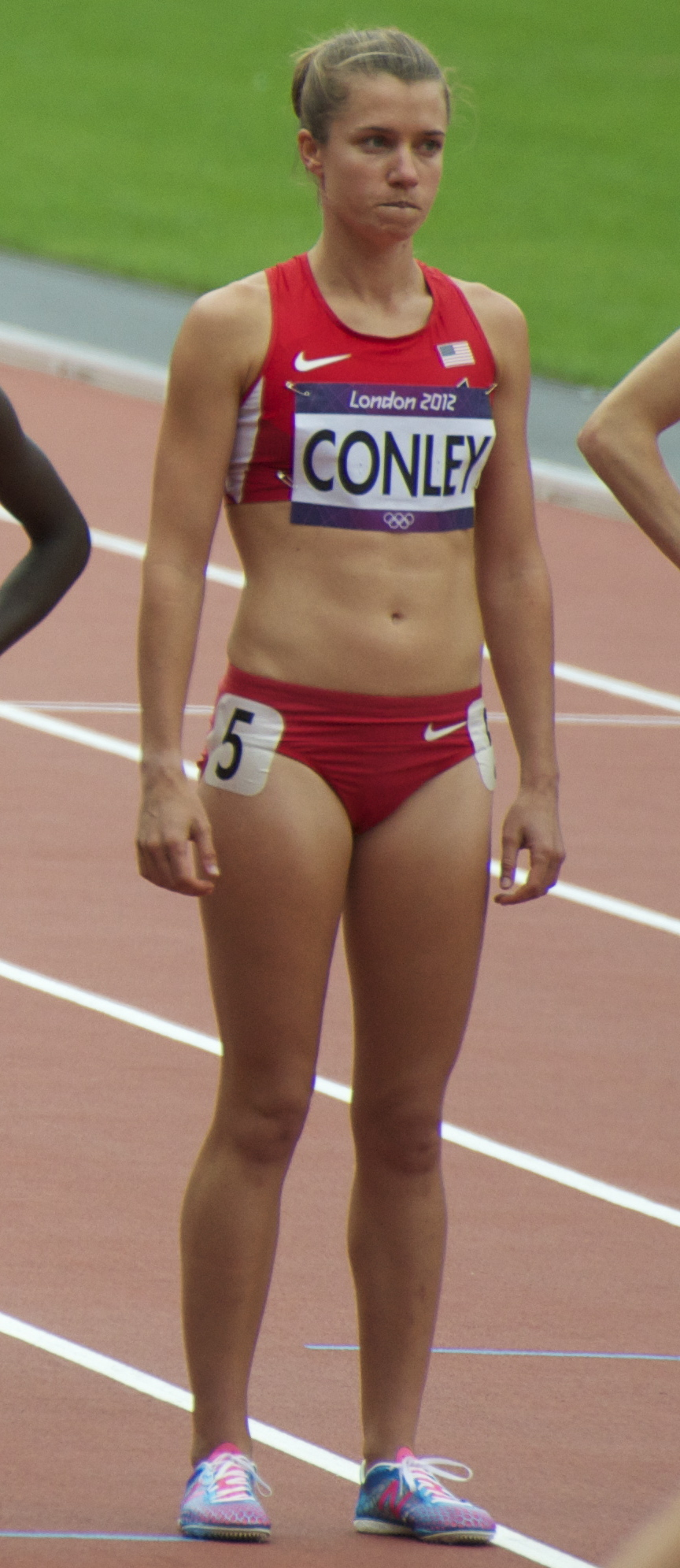
Kim Conley – Rang zwölf
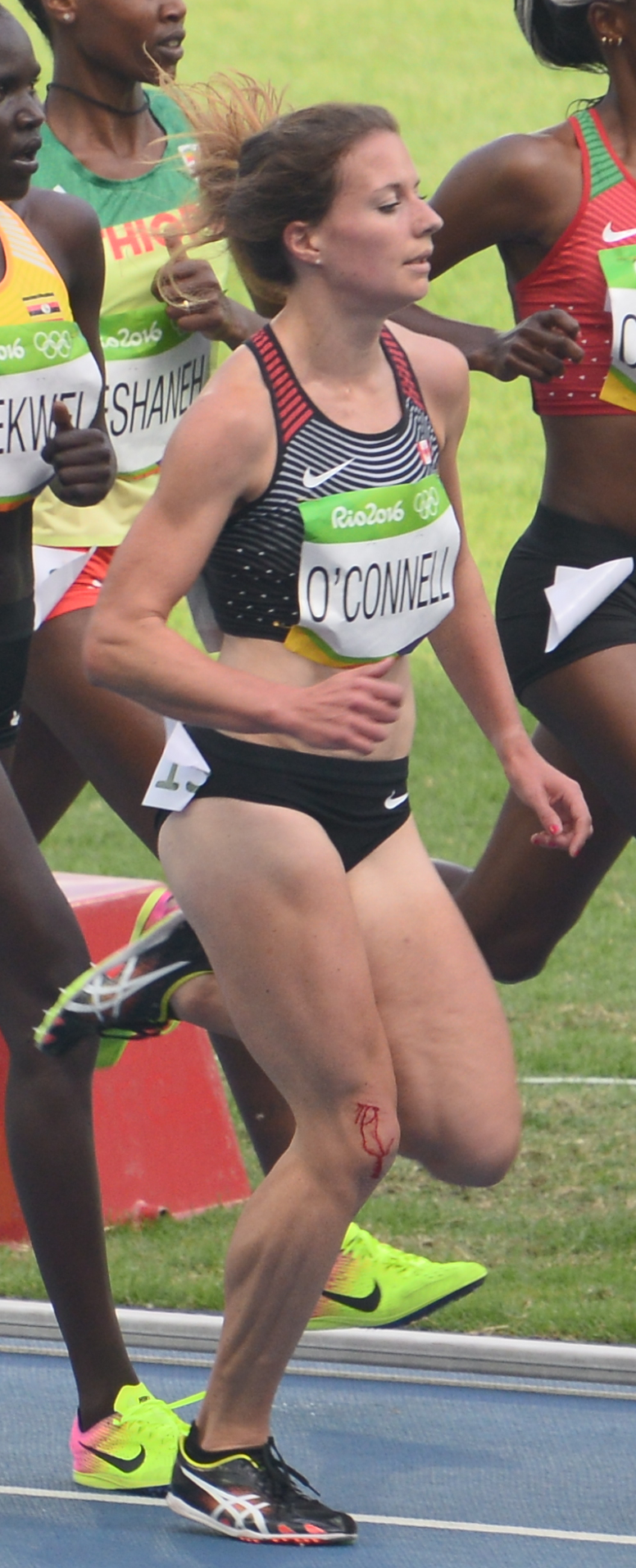
Jessica O’Connell – Rang dreizehn
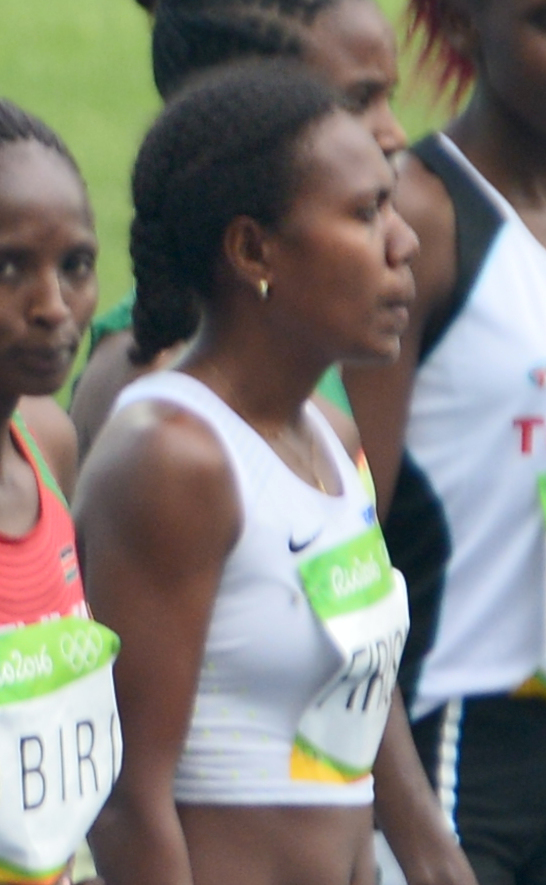
Sharon Firisua – Rang fünfzehn

### Lauf 2
16. August 2016, 9:55 Uhr

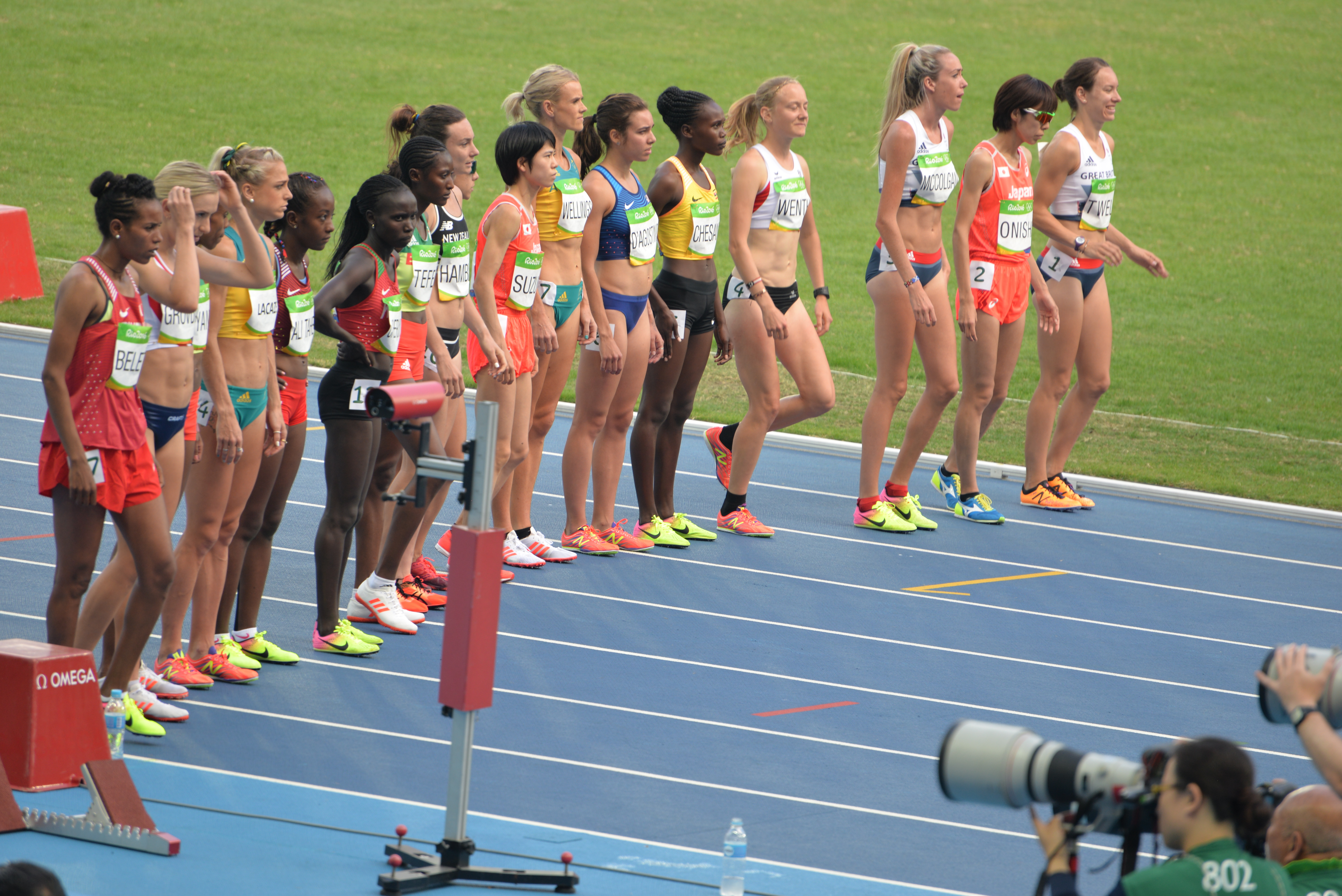
Kurz vor dem Start des zweiten Vorlaufs

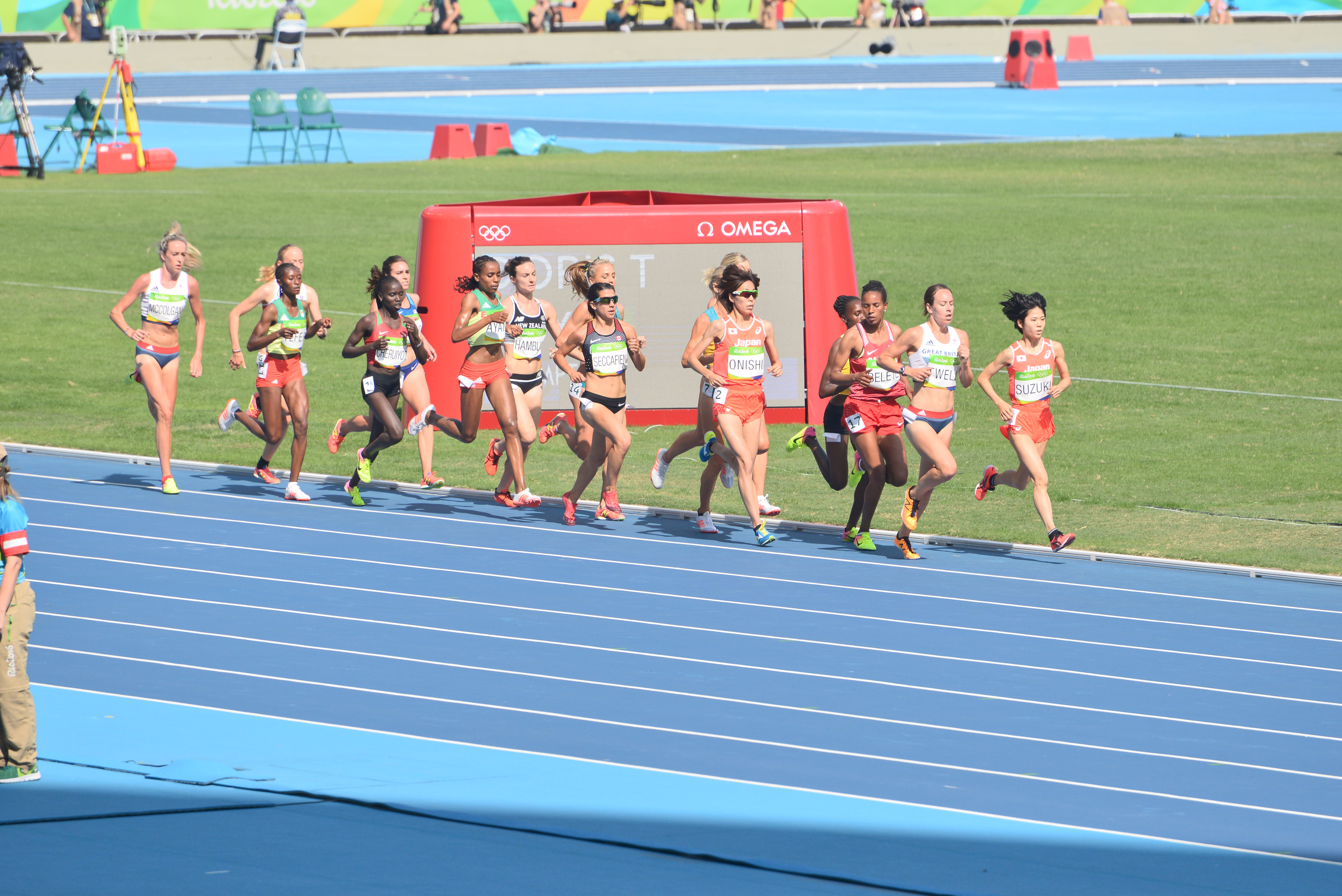
Szene aus dem Rennen:
vorne Ayuko Suzuki gefolgt von Stephanie Twell, Mimi Belete und Stella Chesang, dahinter Misaki Onishi, Eloise Wellings, Andrea Seccafien, Genevieve LaCaze, Nikki Hamblin, Almaz Ayana, Vivian Cheruiyot, Abbey D’Agostino, Senbere Teferi, Jennifer Wenth und Eilish McColgan

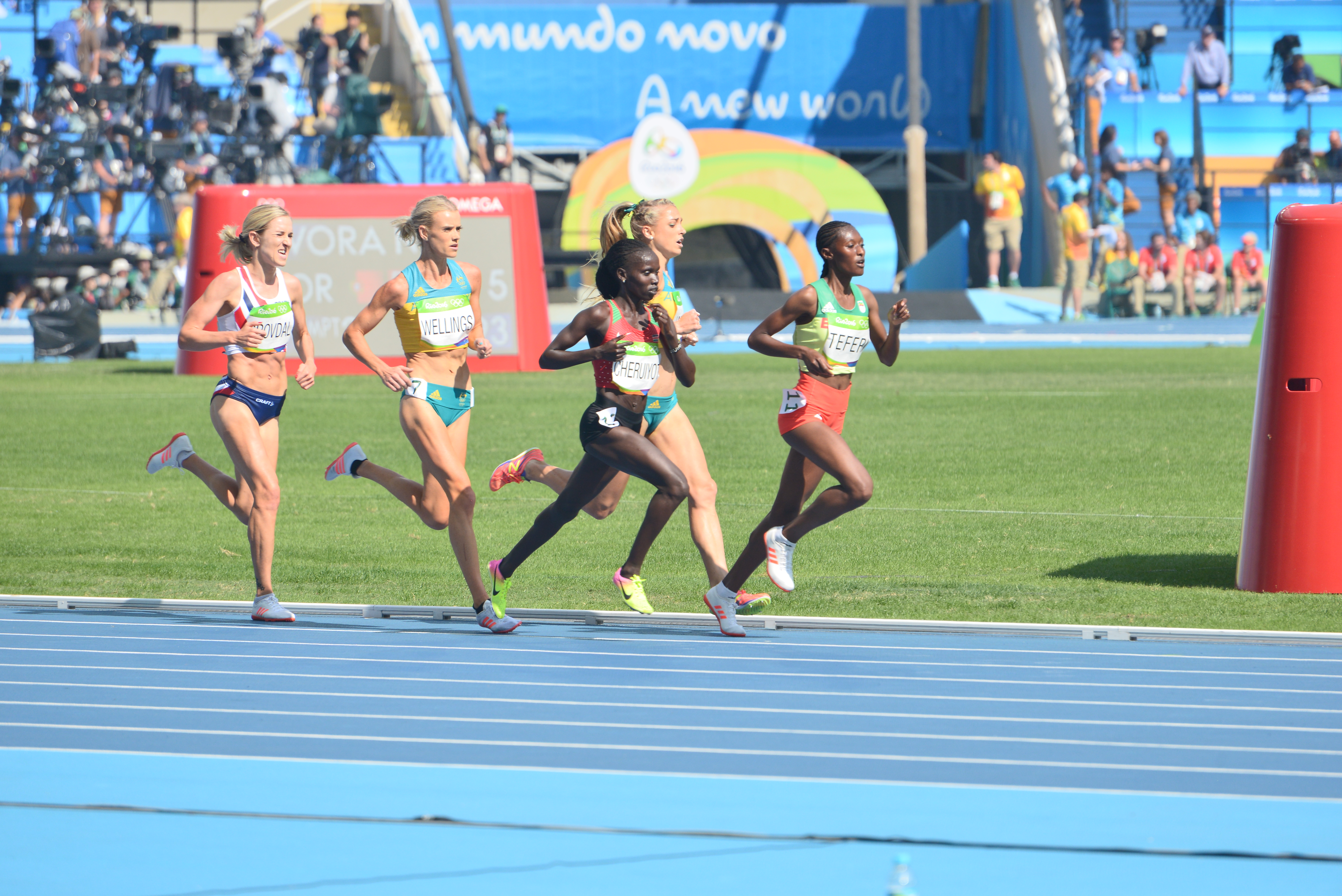
Im weiteren Verlauf: Senberi Teferi vor Vivian Cheruiyot und Genevieve LaCaze, dahinter Eloise Wellings und Karoline Bjerkeli Grøvdal

Während des Rennens kam es zu einem Zwischenfall, bei dem die Neuseeländerin Nikki Hamblin stolperte und zu Fall kam. Die hinter Hamblin laufende US-Athletin Abbey D’Agostino stürzte ebenfalls. Die Österreicherin Jennifer Wenth kam ins Straucheln, konnte aber das Rennen weiterführen. Hamblin blieb auf der Bahn liegen, woraufhin D’Agostino ihrer Konkurrentin aufhalf. Beide stiegen wieder ins Rennen ein und erreichten unter dem Beifall der Zuschauer die Ziellinie. Allerdings hatte sich D’Agostino bei ihrem Sturz über Hamblin am Knie verletzt. Im weiteren Verlauf des Rennens wurden die Schmerzen offensichtlich so stark, dass sie sich zwischenzeitlich auf die Bahn setzen musste. Hamblin half ihr auf und überzeugte die US-Amerikanerin, das Rennen zu Ende zu bringen. Die Schiedsrichter belohnten den Sportsgeist und das Fair Play, indem sie beide gemeinsam mit Wenth per Wildcard für das Finale zuließen. Hamblin und D’Agostino wurden vom IOC zudem mit dem Fair Play Award des International Fair Play Committee ausgezeichnet.
| Platz | Name                      | Nation         | Zeit (min) | Anmerkung                          |
| ----- | ------------------------- | -------------- | ---------- | ---------------------------------- |
| 1     | Almaz Ayana               | Äthiopien      | 15:04,35   |                                    |
| 2     | Senbere Teferi            | Äthiopien      | 15:17,43   |                                    |
| 3     | Vivian Cheruiyot          | Kenia          | 15:17,74   |                                    |
| 4     | Karoline Bjerkeli Grøvdal | Norwegen       | 15:17,83   |                                    |
| 5     | Eilish McColgan           | Großbritannien | 15:18,20   |                                    |
| 6     | Eloise Wellings           | Australien     | 15:19,02   |                                    |
| 7     | Genevieve LaCaze          | Australien     | 15:20,45   |                                    |
| 8     | Stephanie Twell           | Großbritannien | 15:25,90   |                                    |
| 9     | Misaki Onishi             | Japan          | 15:29,17   |                                    |
| 10    | Mimi Belete               | Bahrain        | 15:29,72   |                                    |
| 11    | Andrea Seccafien          | Kanada         | 15:30,32   |                                    |
| 12    | Ayuko Suzuki              | Japan          | 15:41,81   |                                    |
| 13    | Stella Chesang            | Uganda         | 15:49,18   |                                    |
| 14    | Jennifer Wenth            | Österreich     | 16:07,02   | per Wildcard zum Finale zugelassen |
| 15    | Nikki Hamblin             | Neuseeland     | 16:43,61   | per Wildcard zum Finale zugelassen |
| 16    | Abbey D’Agostino          | USA            | 17:10,02   | per Wildcard zum Finale zugelassen |
| DNF   | Bibiro Ali Taher          | Tschad         |            |                                    |

Im zweiten Vorlauf ausgeschiedene Läuferinnen:

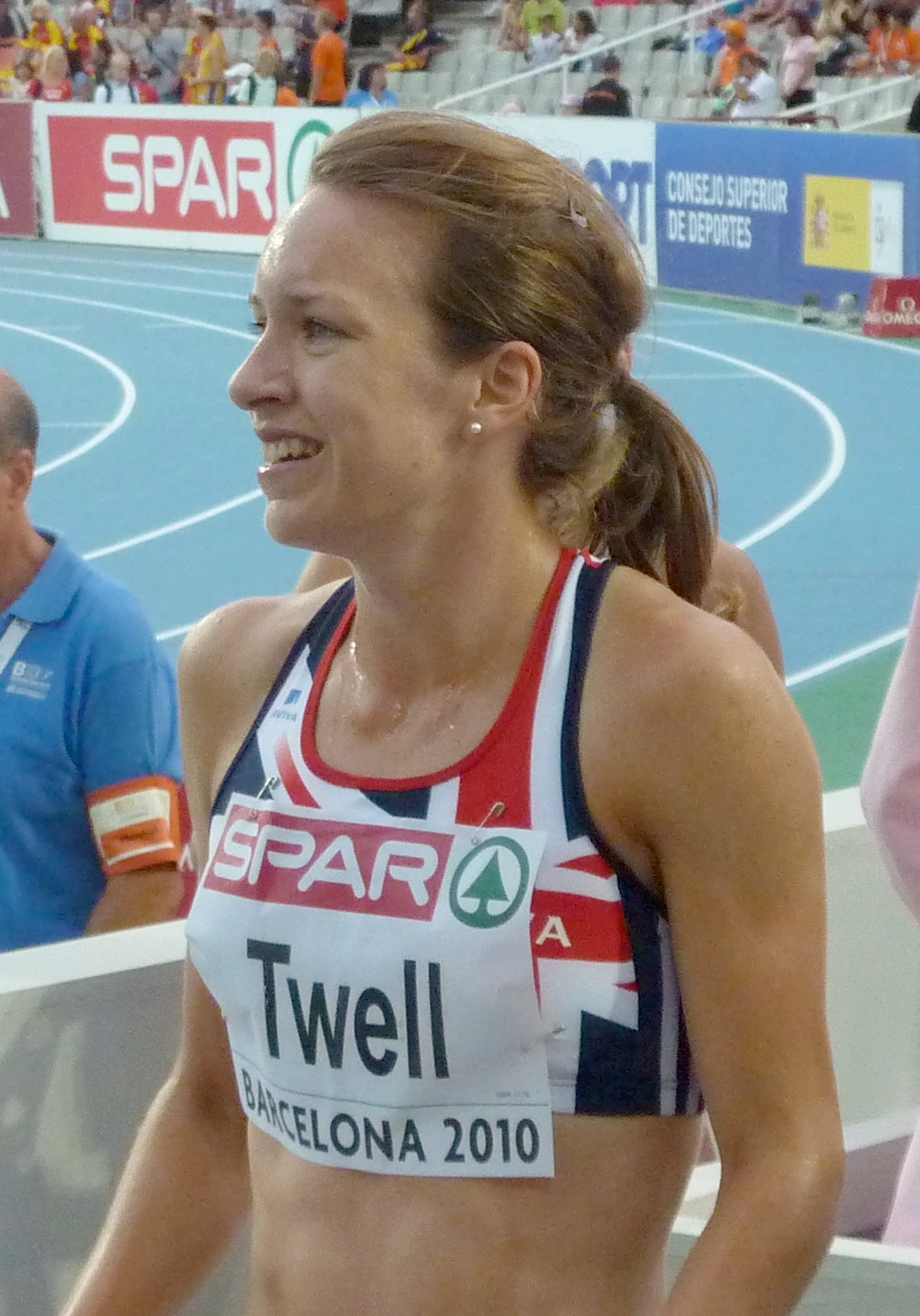
Stephanie Twell – Rang acht
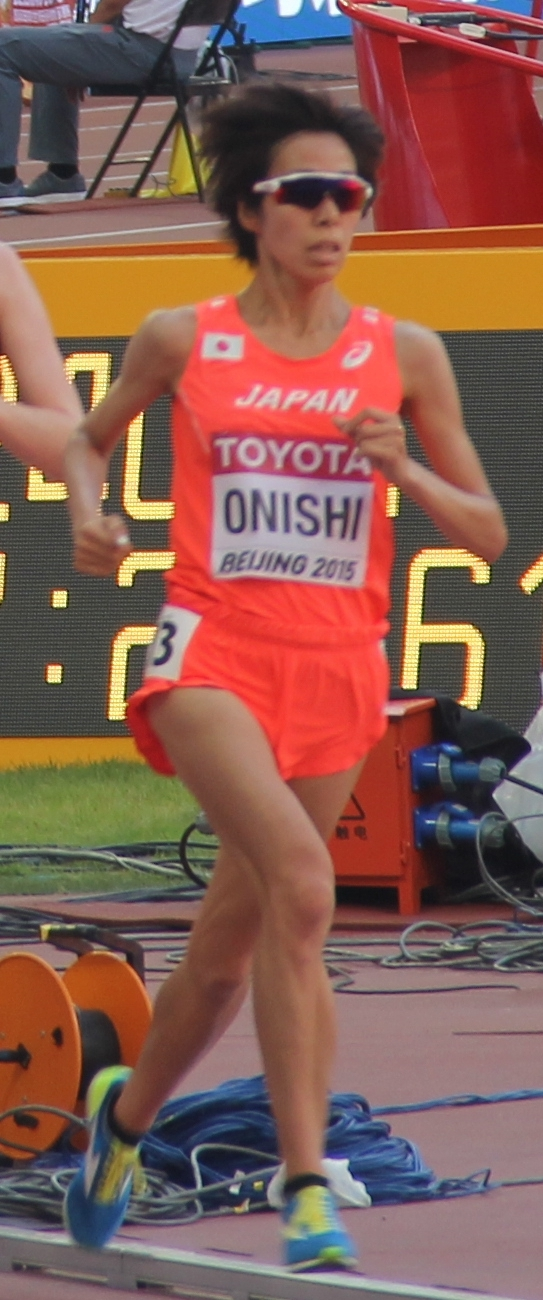
Misaki Onishi – Rang neun
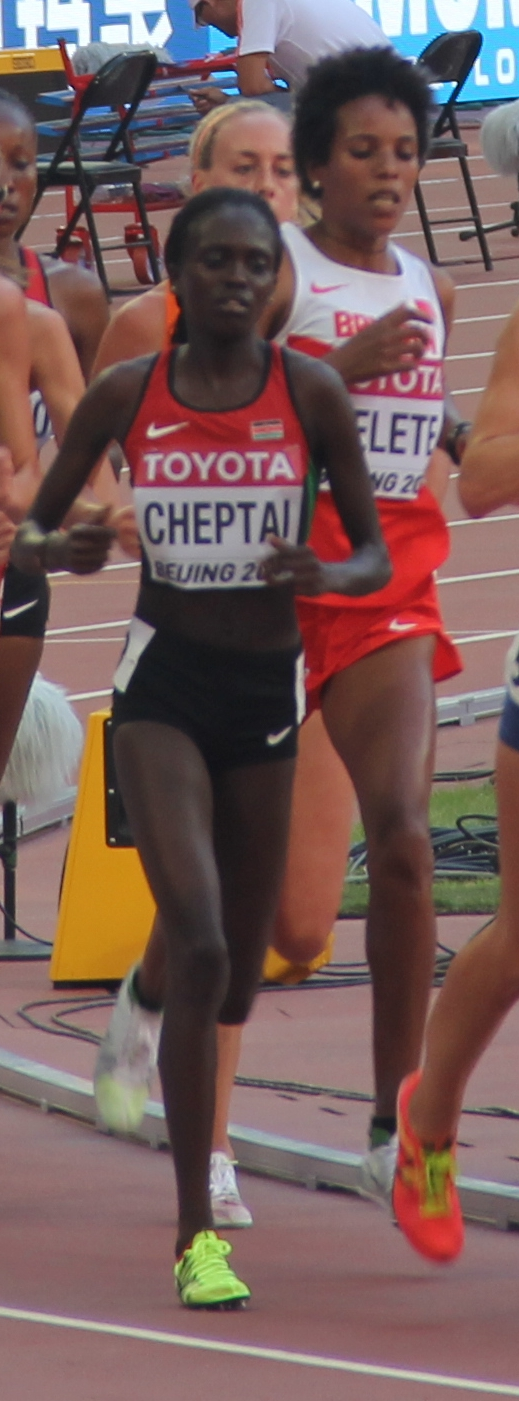
Mimi Belete (rechts, weißes Trikot) – Rang zehn
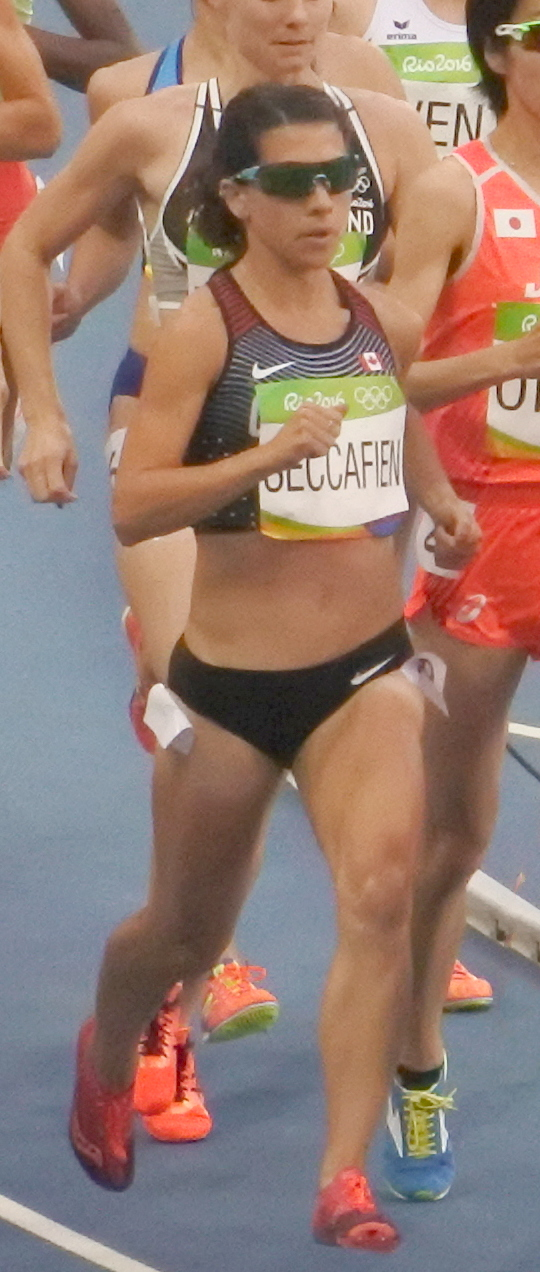
Andrea Seccafien – Rang elf
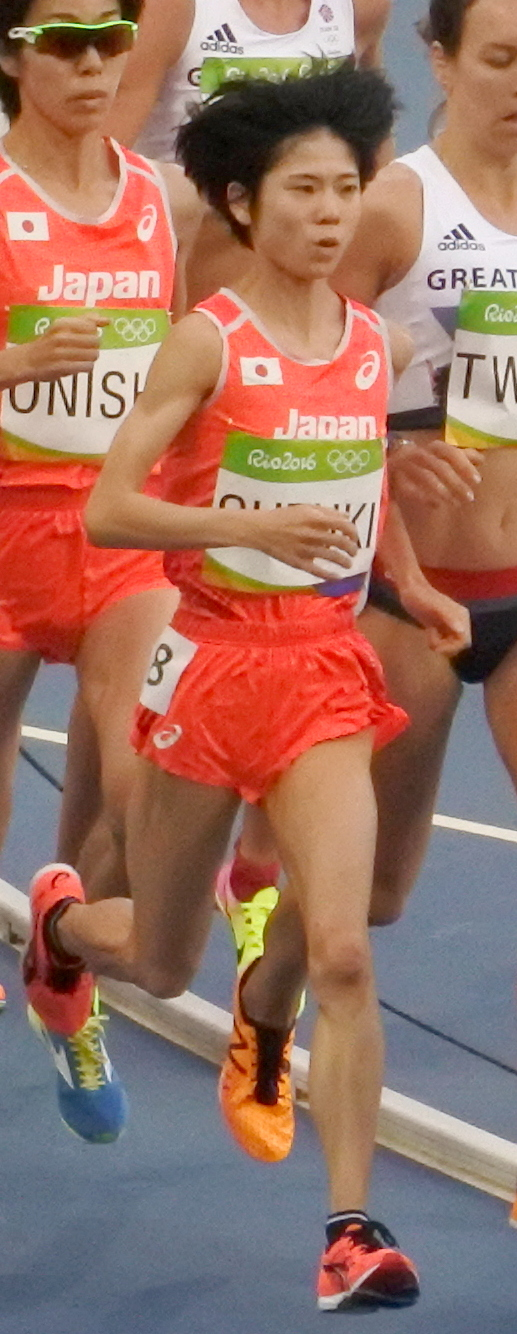
Ayuko Suzuki (vorne links) – Rang zwölf
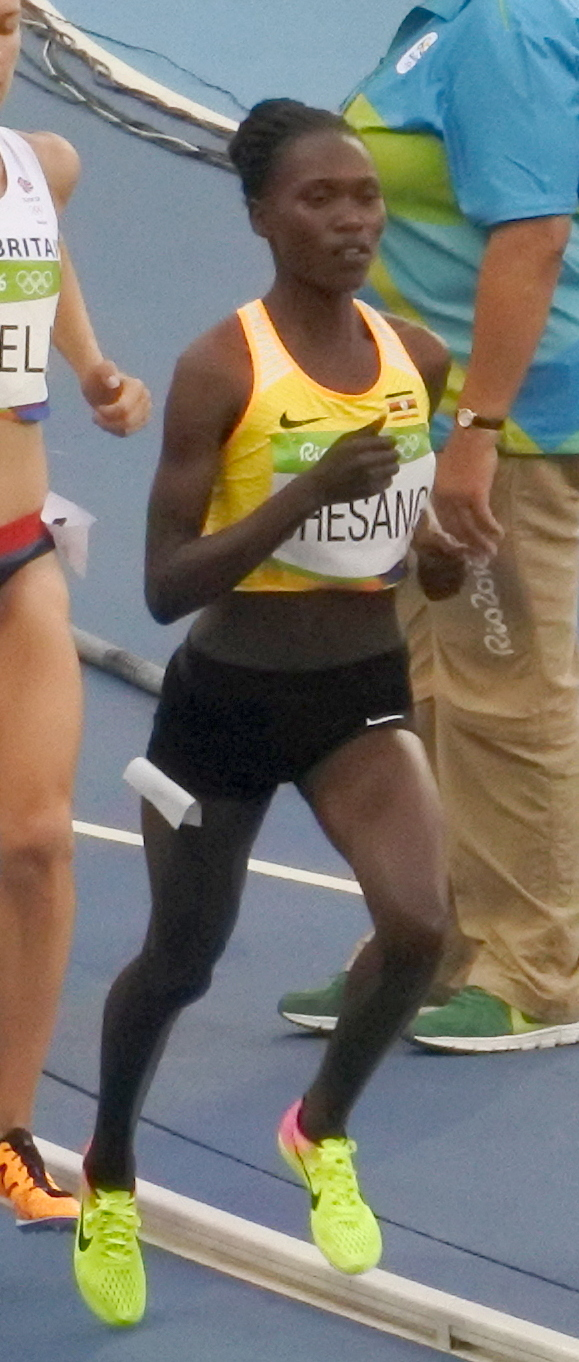
Stella Chesang – Rang dreizehn
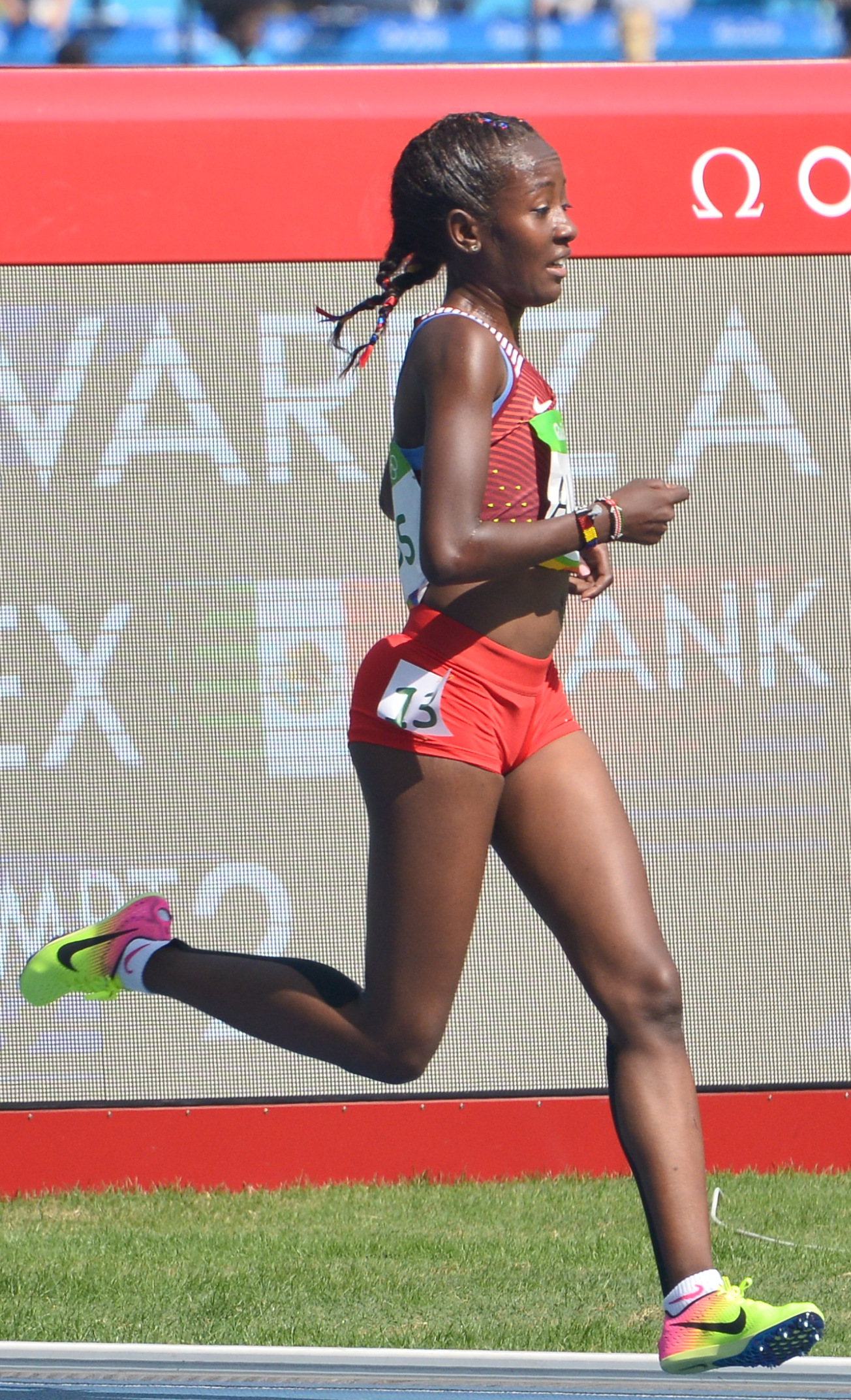
Bibiro Ali Taher – Rennen nicht beendet

## Finale

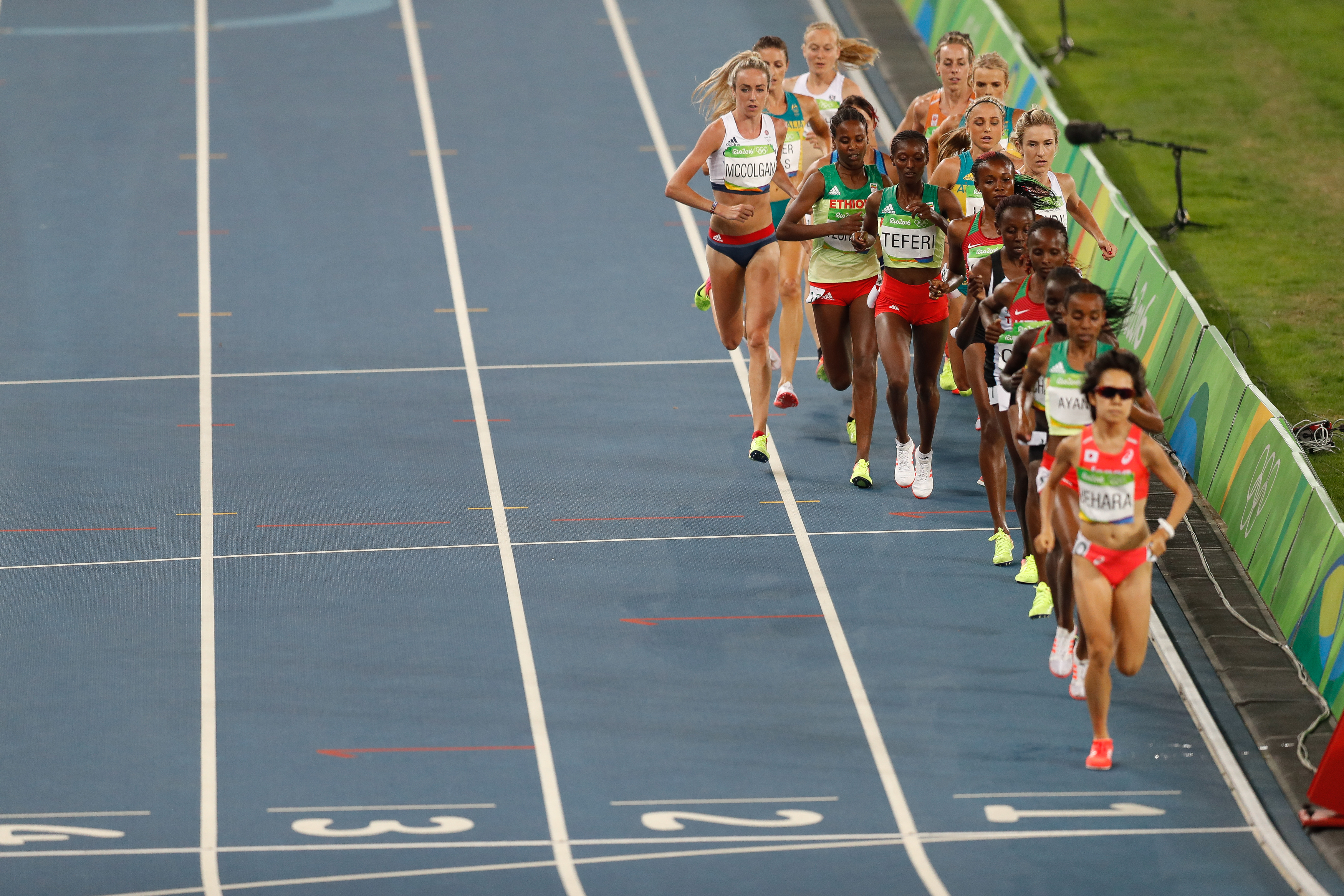
Rennszene kurz nach dem Start:
vorne Miyuki Uehara, dahinter Almaz Ayana

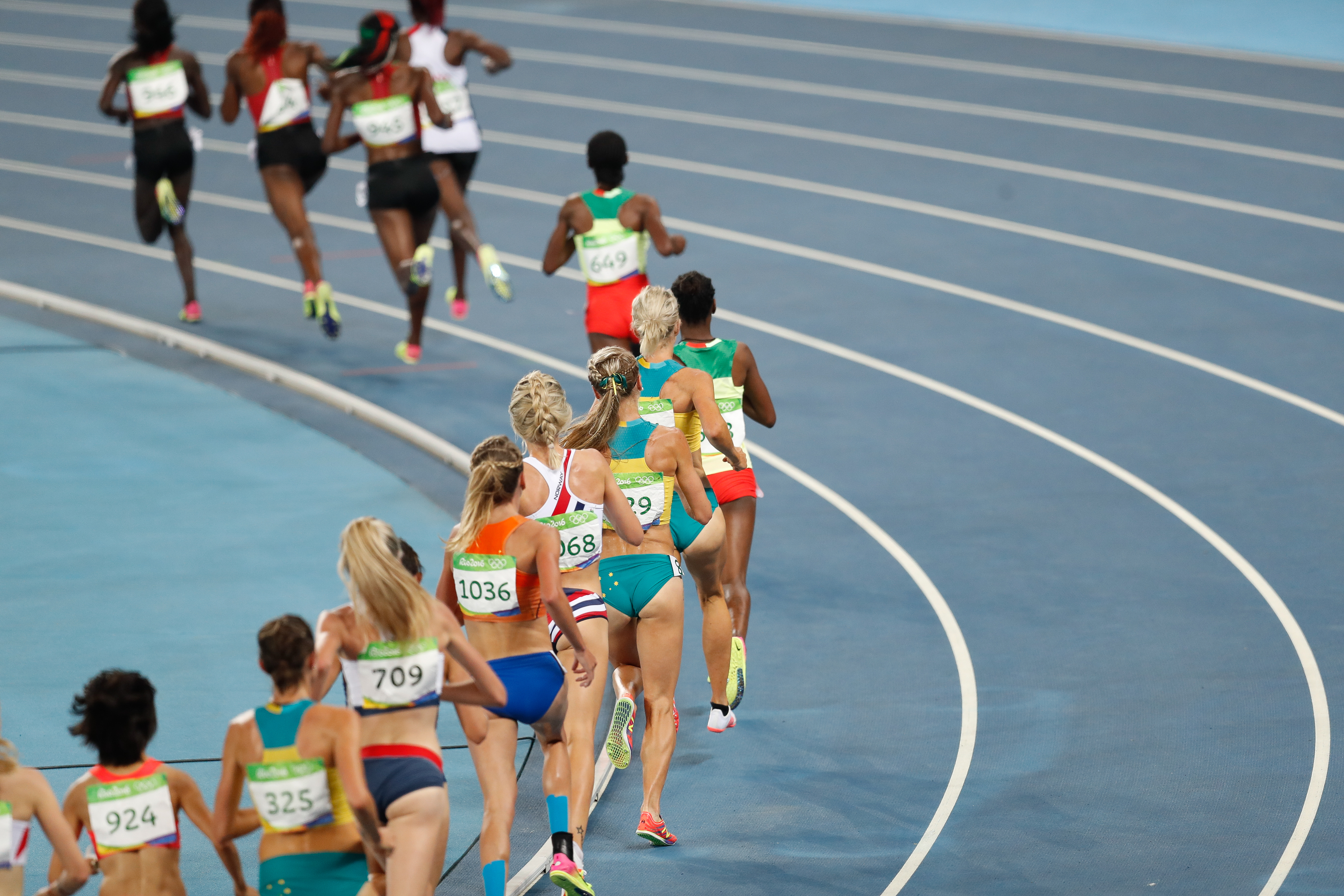
Vorne die Verfolgergruppe mit den drei Kenianerinnen Vivian Cheruiyot, Hellen Obiri und Mercy Cherono sowie der Türkin Yasemin Can (weißes Trikot) mit deutlichem Rückstand auf Almaz Ayana laufend, dahinter Senbere Teferi (Nr. 649) vor dem restlichen Läuferfeld

19. August 2016, 21:40 Uhr
| Zwischenzeiten      | Zwischenzeiten | Zwischenzeiten                | Zwischenzeiten |
| Zwischenzeit- marke | Zwischenzeit   | Führende                      | 1000-m-Zeit    |
| ------------------- | -------------- | ----------------------------- | -------------- |
| 1000 m              | 2:59,86 min    | Miyuki Uehara und Almaz Ayana | 2:59,86 min    |
| 2000 m              | 6:00,36 min    | Almaz Ayana                   | 3:00,50 min    |
| 3000 m              | 8:47,80 min    | Almaz Ayana                   | 2:47,44 min    |
| 4000 m              | 11:39,75 min0  | Almaz Ayana                   | 2:51,95 min    |
| 5000 m              | 14:26,17 min0  | Vivian Cheruiyot              | 2:46,42 min    |

### Resultat
| Platz | Name                      | Nation         | Zeit (min) | Anmerkung |
| ----- | ------------------------- | -------------- | ---------- | --------- |
| 1     | Vivian Cheruiyot          | Kenia          | 14:26,17   | OR        |
| 2     | Hellen Obiri              | Kenia          | 14:29,77   |           |
| 3     | Almaz Ayana               | Äthiopien      | 14:33,59   |           |
| 4     | Mercy Cherono             | Kenia          | 14:42,89   |           |
| 5     | Senbere Teferi            | Äthiopien      | 14:43,75   |           |
| 6     | Yasemin Can               | Türkei         | 14:56,96   |           |
| 7     | Karoline Bjerkeli Grøvdal | Norwegen       | 14:57,53   |           |
| 8     | Susan Kuijken             | Niederlande    | 15:00,69   |           |
| 9     | Eloise Wellings           | Australien     | 15:01,59   |           |
| 10    | Madeline Heiner-Hills     | Australien     | 15:04,05   |           |
| 11    | Shelby Houlihan           | USA            | 15:08,89   |           |
| 12    | Genevieve LaCaze          | Australien     | 15:10,35   |           |
| 13    | Eilish McColgan           | Großbritannien | 15:12,09   |           |
| 14    | Ababel Yeshaneh           | Äthiopien      | 15:18,26   |           |
| 15    | Miyuki Uehara             | Japan          | 15:34,97   |           |
| 16    | Jennifer Wenth            | Österreich     | 15:56,11   |           |
| 17    | Nikki Hamblin             | Neuseeland     | 16:14,24   |           |

### Ausgangslage und Rennverlauf
Für das Finale hatten sich jeweils alle drei Kenianerinnen, Äthiopierinnen und Australierinnen qualifiziert. Komplettiert wurde das Feld durch je eine Starterin aus Großbritannien, Japan, Neuseeland, den Niederlanden, Norwegen, Österreich, der Türkei und den USA.
Die nachträglich per Wildcard für das Finale zugelassene US-Athletin Abbey D’Agostino konnte auf Grund ihrer im Vorlauf erlittenen Knieverletzung nicht starten.
Um den Olympiasieg wurde ein Duell zwischen der kenianischen Silbermedaillengewinnerin von 2012 Vivian Cheruiyot und der äthiopischen Weltmeisterin Almaz Ayana erwartet. Ayana hatte eine Woche zuvor bereits das Rennen über 10.000 Meter in Weltrekordzeit vor Cheruiyot für sich entschieden. Auch die weiteren Medaillenkandidatinnen kamen aus Afrika. In erster Linie waren dies die Kenianerin Mercy Cherono, Vizeweltmeisterin von 2013 und WM-Fünfte von 2015, ihre Landsfrau Hellen Obiri und die äthiopische Vizeweltmeisterin Senbere Teferi.
Gleich nach dem Start ging die Japanerin Miyuki Uehara an die Spitze, gefolgt von Ayana. Schnell hatten die beiden einen Vorsprung herausgelaufen, der jedoch in der nächsten Runde nach und nach aufgeholt wurde. Uehara blieb die nächsten vier Runden in Führung, das Tempo war deutlich zügiger als im Rennen vor vier Jahren, aber in dieser Phase keineswegs rekordreif. So blieb das Feld zunächst zusammen.
Nach zwei Kilometern steigerte Ayana das Tempo und das Feld riss immer mehr auseinander. Ayana setzte sich alleine von ihren Konkurrentinnen ab. In einer Verfolgergruppe fanden sich die Kenianerinnen Hellen Obiri, Cheruiyot und Cherono sowie die Türkin Yasemin Can zusammen. Ayana hatte bald einen Vorsprung von ca. 25 Metern auf ihre Verfolgerinnen herausgelaufen. Hinter der zweiten Gruppe bemühte sich die Äthiopierin Teferi um Anschluss. In den nächsten beiden Runden musste Can abreißen lassen, die drei Kenianerinnen hielten den Abstand auf Ayana konstant. 1000 Meter vor dem Ziel fiel auch Cherono zurück, während Cheruiyot und Obiri das Tempo nun anzogen.
Ayanas Vorsprung wurde immer kleiner, noch vor der letzten Runde konnten die beiden Kenianerinnen die Äthiopierin stellen. Ayana war nun nicht mehr in der Lage, dem von Cheruiyot und Obiri angeschlagenen Tempo zu folgen. Schon in der vorletzten Runde forcierte Vivian Cheruiyot noch einmal und erlief sich einen Vorsprung von zwanzig Metern auf Hellen Obiri, die wiederum fast dreißig Meter vor Almaz Ayana ins Ziel kam. Mercy Cherono wurde mehr als neun Sekunden dahinter Vierte knapp vor Senbere Teferi. Die für die Türkei laufende Europameisterin Yasemin Can auf Rang sechs stammt ursprünglich aus Kenia, so dass als beste nichtafrikanische Läuferinnen die Norwegerin Karoline Bjerkeli Grøvdal (Siebte) und die Niederländerin Susan Kuijken (Achte) ins Ziel kamen.
Nach Ayanas Tempoverschärfung auf den letzten drei Kilometern war das Rennen so schnell geworden, dass Cheruiyot, Obiri und Ayana unter Gabriela Szabos bis dahin bestehendem Olympiarekord aus dem Jahr 2000 blieben. Vivian Cheruiyots neuer olympischer Rekord war um mehr als vierzehn Sekunden besser als die bisherige Zeit.

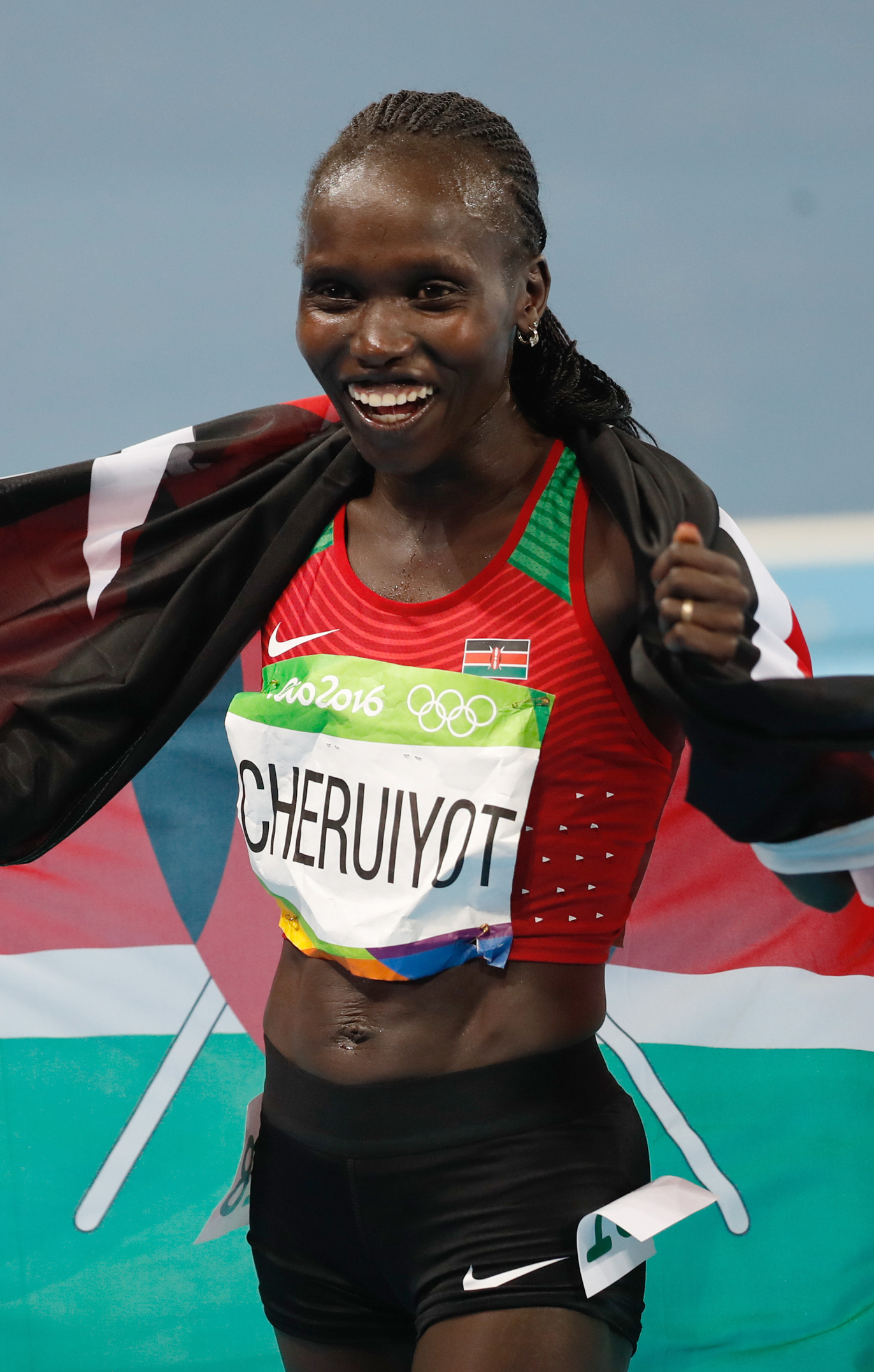
Olympiasiegerin: Vivian Cheruiyot
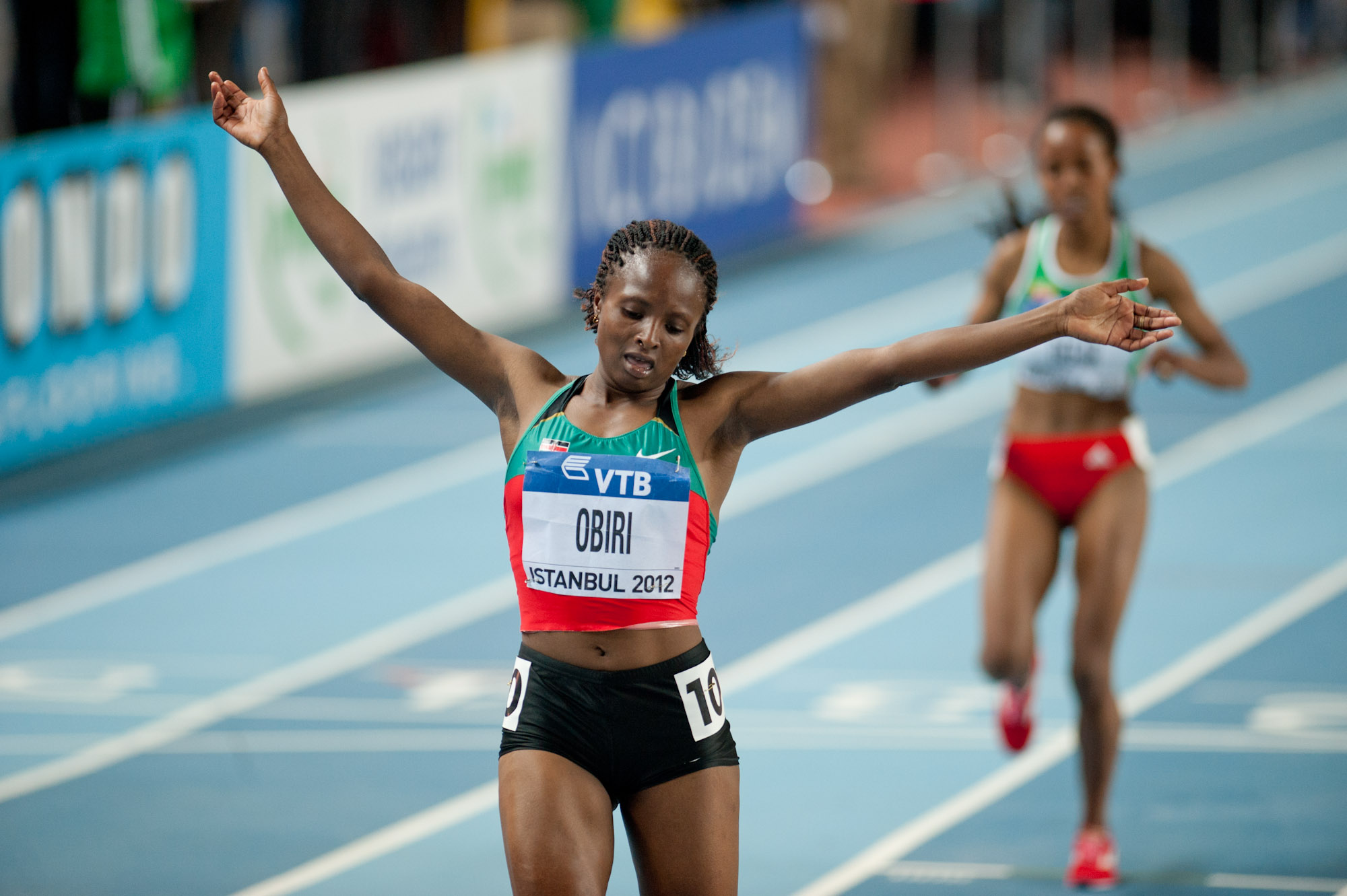
Silbermedaille: Hellen Obiri
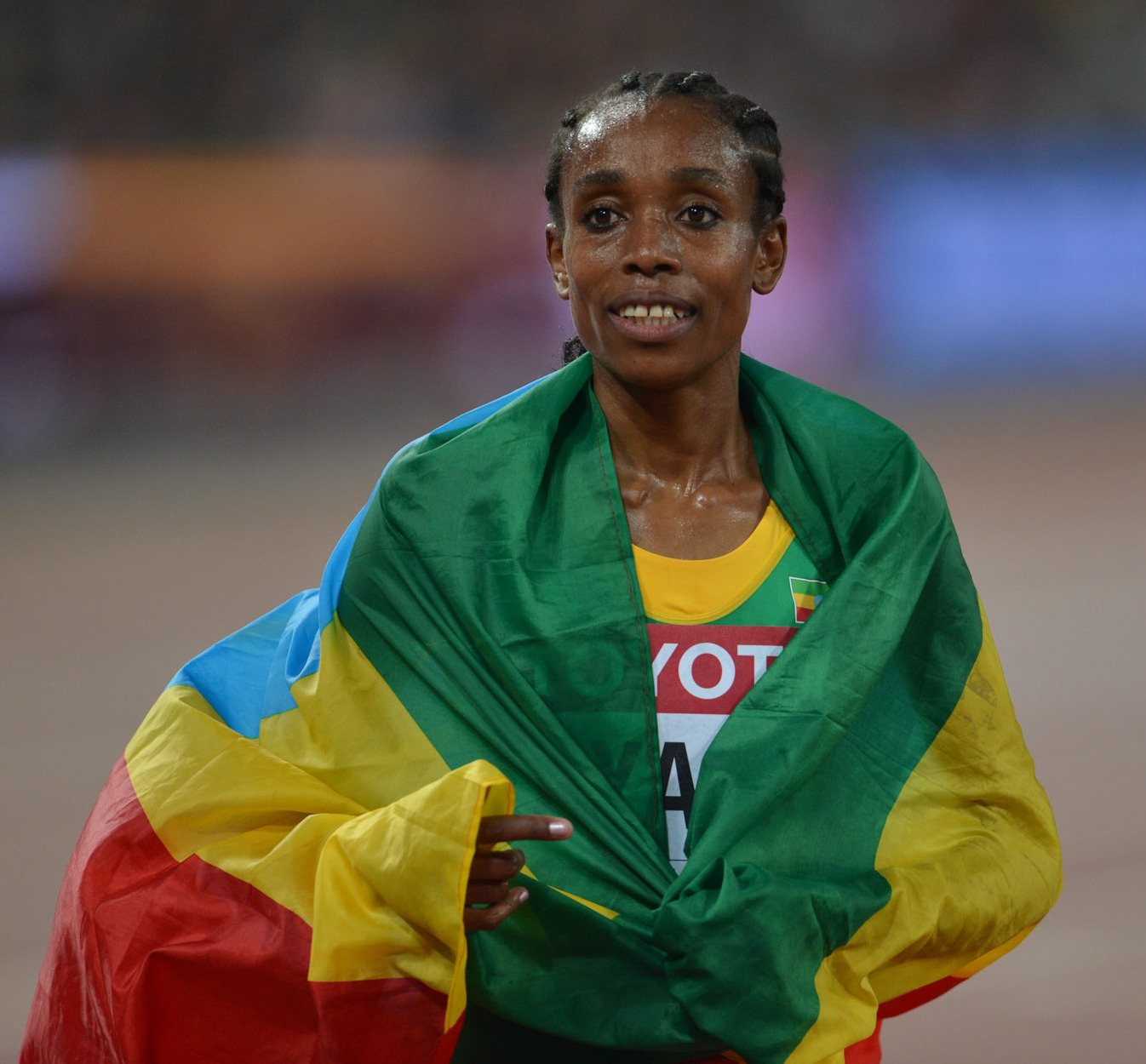
Bronzemedaille: Almaz Ayana

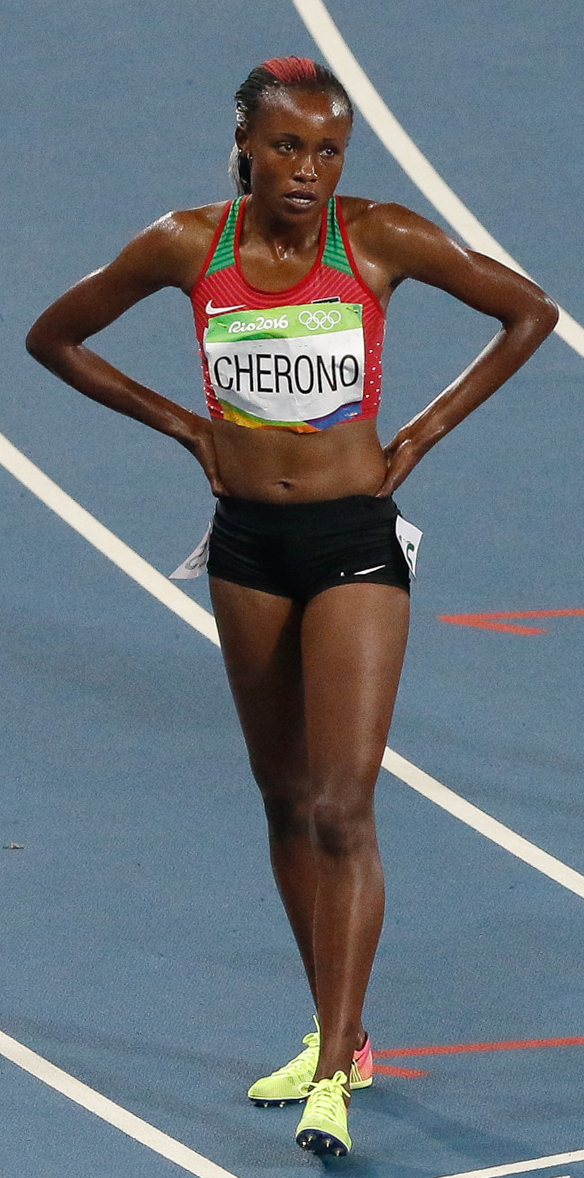
Die viertplatzierte Mercy Cherono
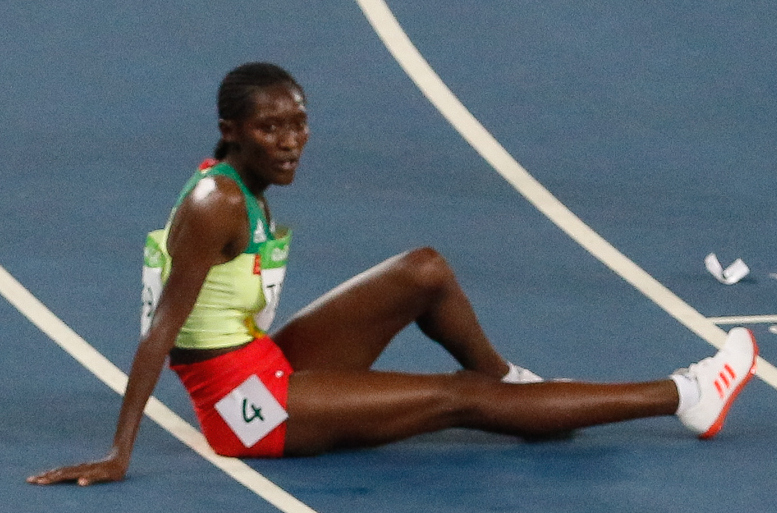
Platz fünf für Senbere Teferi
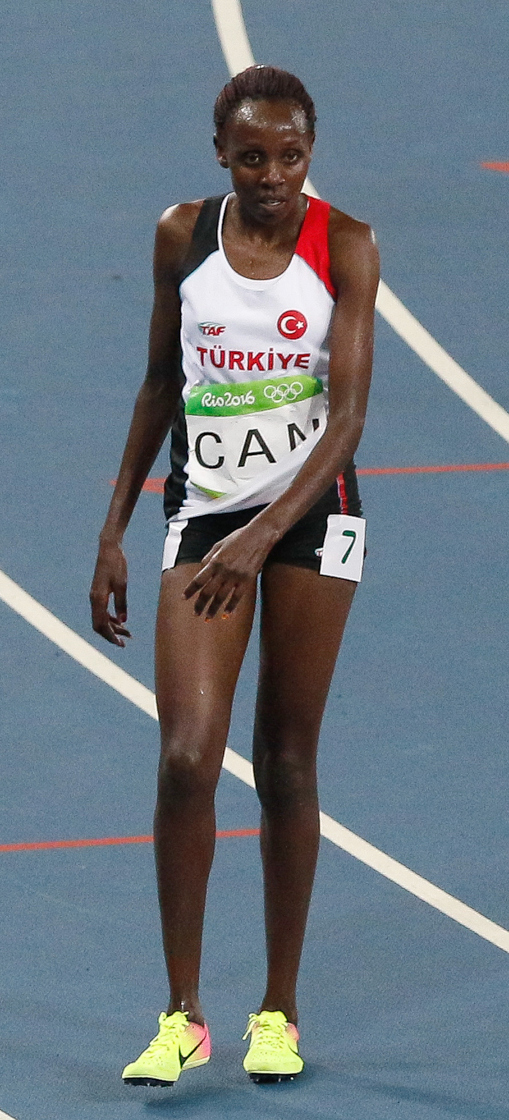
Yasemin Can – Rang sechs
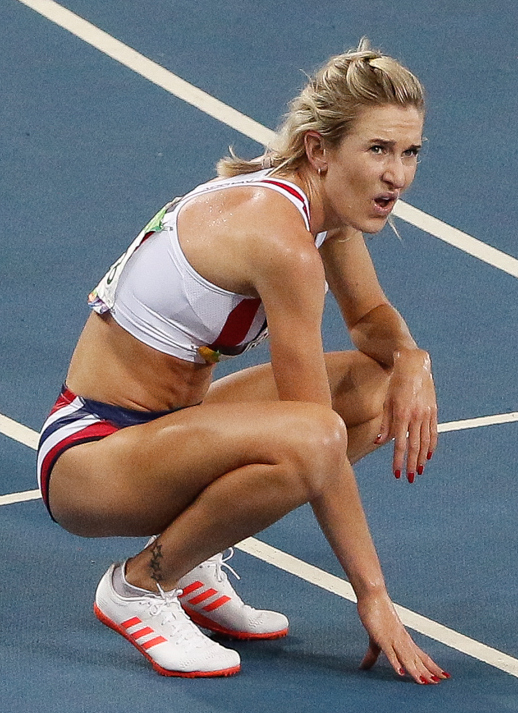
Karoline Bjerkeli Grøvdal erreichte Platz sieben
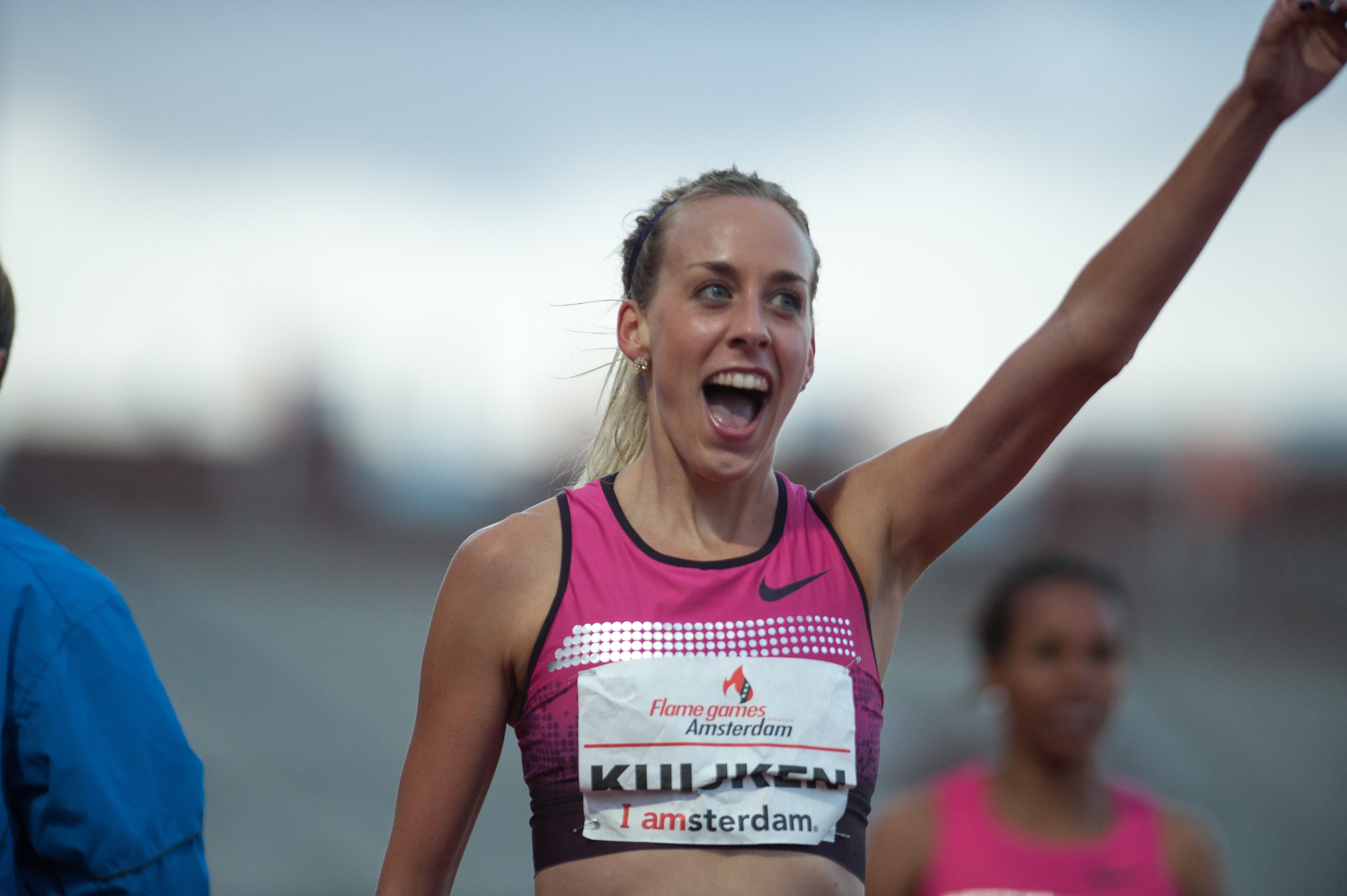
Rang acht für Susan Kuijken
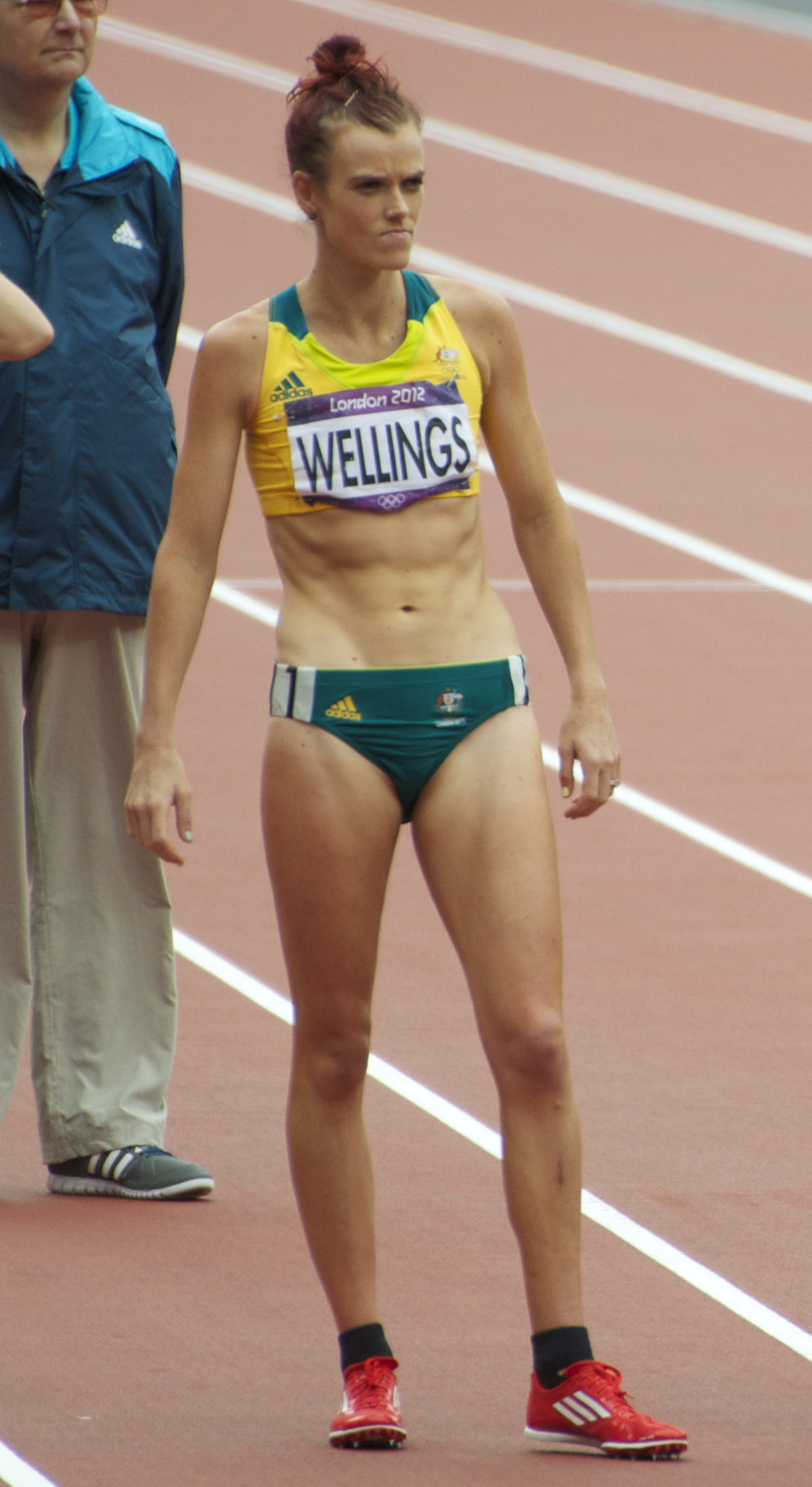
Eloise Wellings belegte den neunten Platz
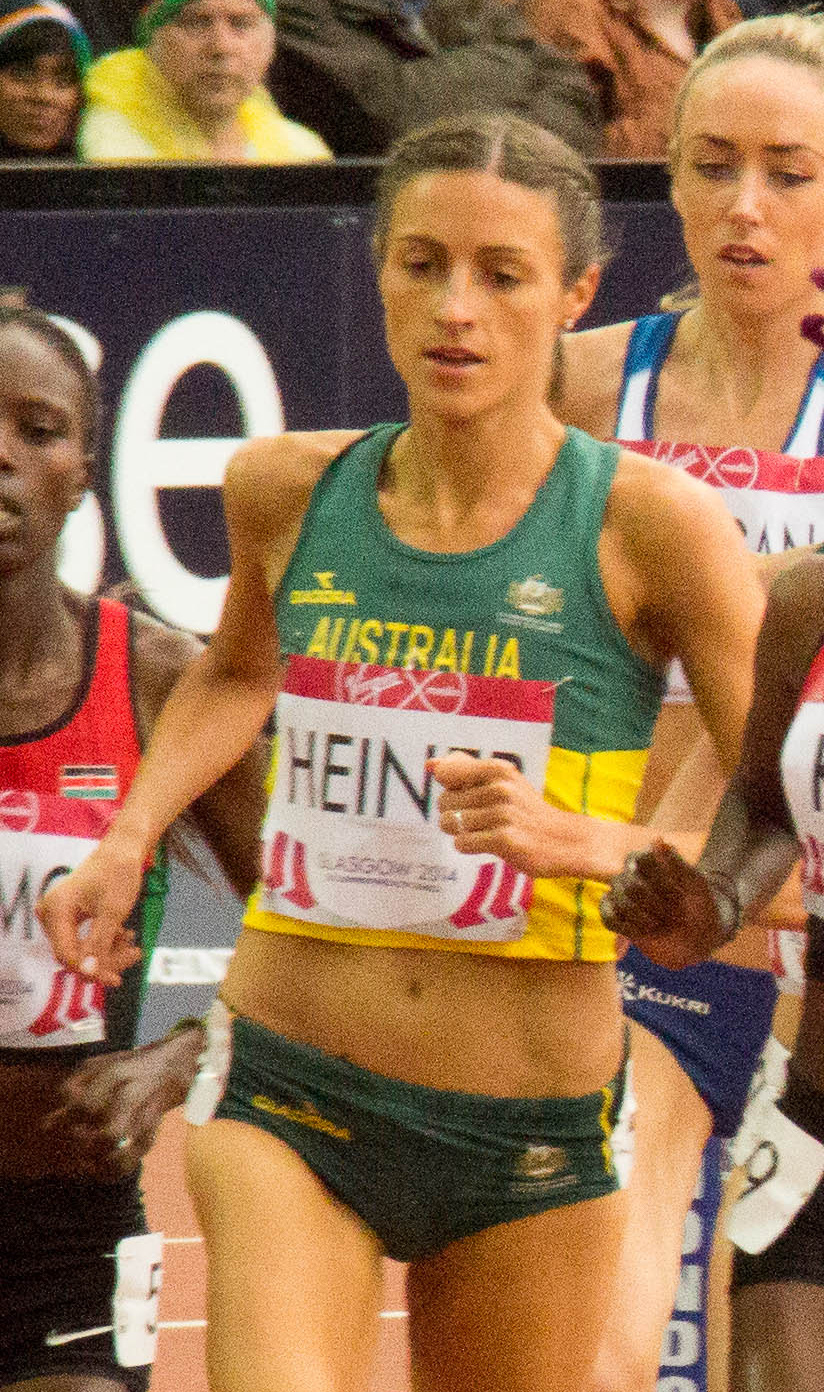
Madeline Heiner Hills – Rang zehn
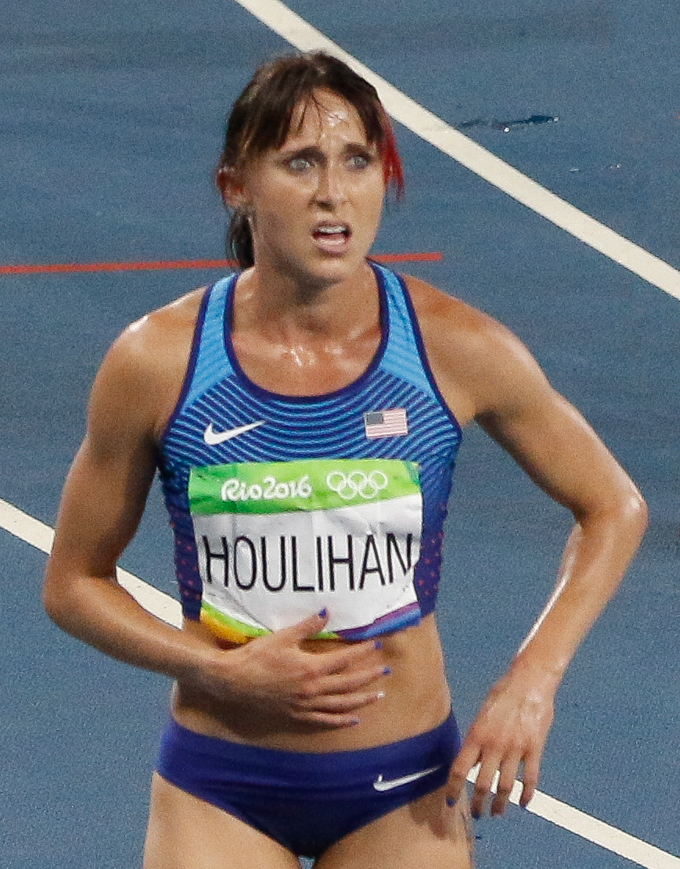
Die Olympiaelfte Shelby Houlihan
Genevieve LaCaze – Rang zwölf
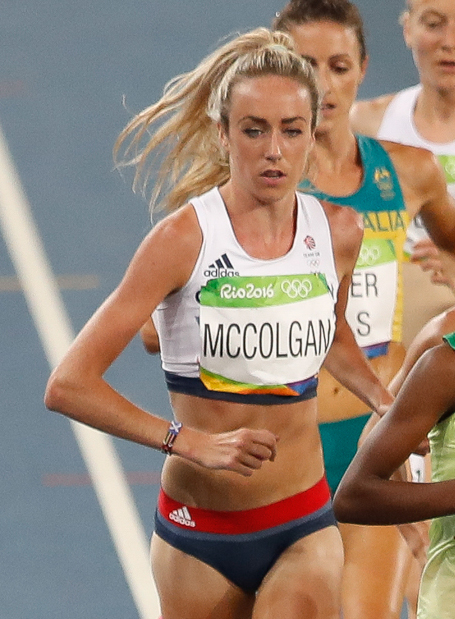
Eilish McColgan – Rang dreizehn
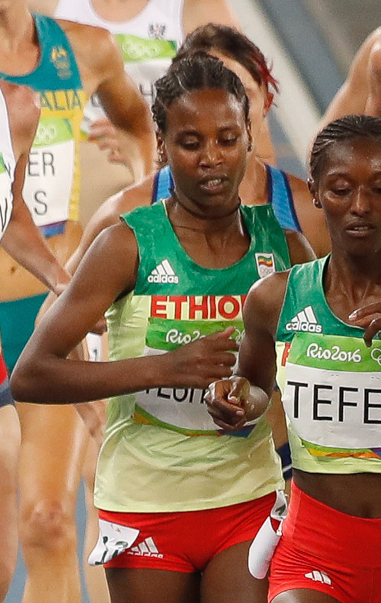
Ababel Yeshaneh (hier an zweiter Position) – Rang vierzehn
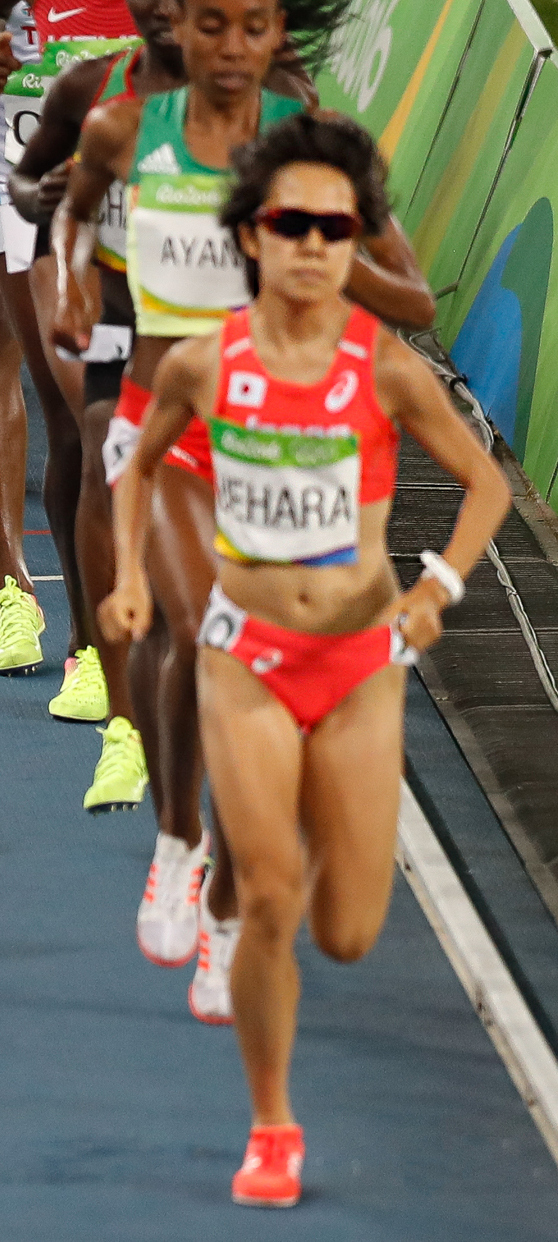
Miyuki Uehara – Rang fünfzehn
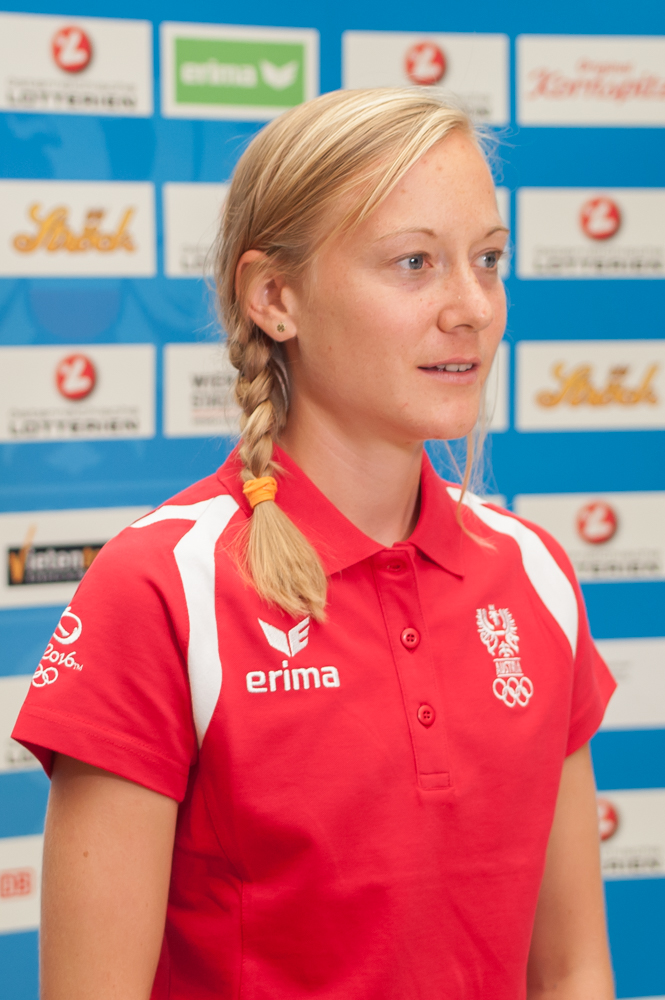
Jennifer Wenth wurde Sechzehnte
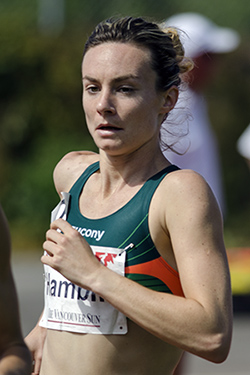
Nikki Hamblin kam auf den siebzehnten Platz

## Videolinks
- Vivian Cheruiyot wins gold in 5000M finals, youtube.com, abgerufen am 8. Mai 2022
- Cheruiyot breaks the 5,000m Olympic record at Rio 2016, youtube.com, abgerufen am 8. Mai 2022